# Externsteine

Externsteine, 2015 (von Südwesten)

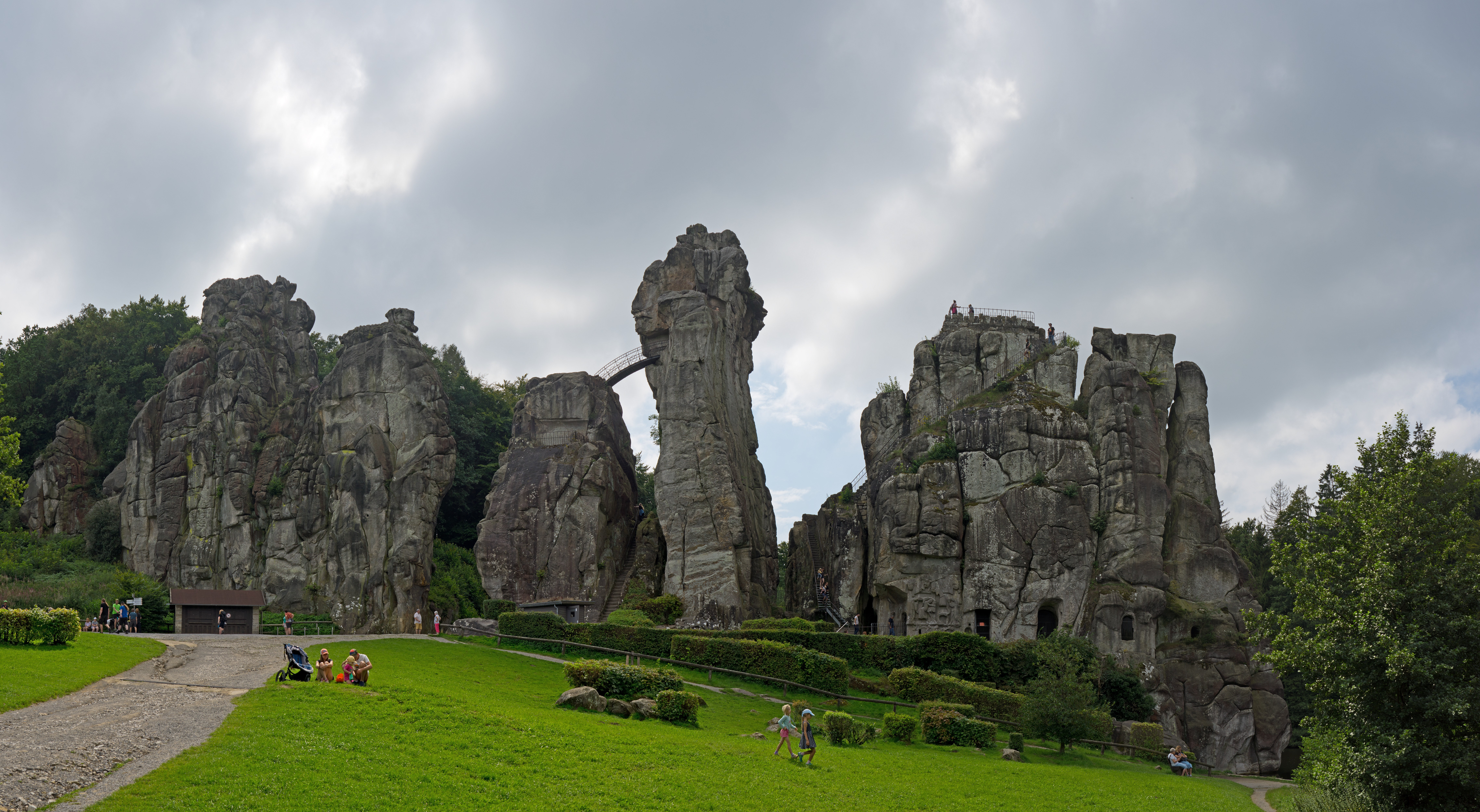
Externsteine, 2023 (von Nordosten)

Die Externsteine [ˈɛkstɐnʃtaɪnə] sind eine markante, rund 40 m hohe Sandstein-Felsformation im Teutoburger Wald und als solche eine herausragende Natursehenswürdigkeit Deutschlands, die unter Natur- und Kulturdenkmalschutz steht. Die Felsen sind vom Wiembecketeich und von einer parkartigen Anlage umgeben. Sie liegen im Gebiet der Stadt Horn-Bad Meinberg im Kreis Lippe in Nordrhein-Westfalen. Ihnen werden besondere kulturgeschichtliche Bedeutungen zugeschrieben.

## Name

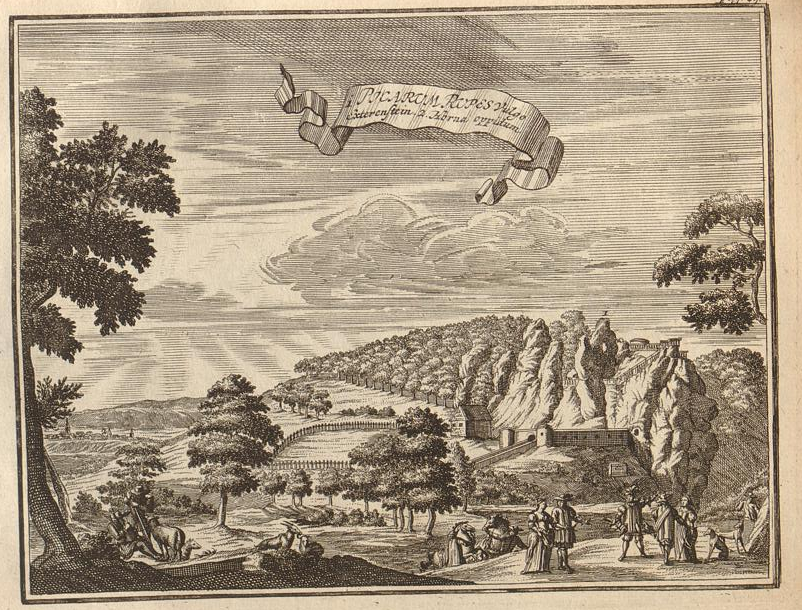
„Picarum Rupes vulgo Exterenstein“ Radierung von Romeyn de Hooghe nach Vorlage Rudolphis aus den wirkungsgeschichtlich bedeutenden Monumenta Paderbornensia

Der Name der Felsengruppe war bis heute häufig Gegenstand in den Publikationen zu den Externsteinen. Die heutige Schreibweise Externsteine geht höchstwahrscheinlich auf den Lexikographen Jacob Christoph Iselin zurück. In den Deutungen und Erklärungen des Namens steht besonders das Bestimmungswort „Exter(n)-“ im Zentrum. Im Wesentlichen wird dieses entweder mit niederdeutschen dialektalen Bezeichnungen der „Egge“ für einen Gebirgszug (z. B. Osning aus Osnegge, Eggegebirge) oder mit älteren Namensformen der Vogelart der „Elster“ verbunden. Das Grundwort „-stein“ erscheint in den ältesten Belegen im Singular zu altsächsisch „sten“ = „Stein, Fels“; belegt sind chronologisch die folgenden Formen (in Auswahl):
- um 1093, 1380 als „Agistersten“
- 1379 „thon Eghesterensteyn“
- 1571 als zum „Egestersteine“
- 1598 „Eggsternstein“
- 1627 „Egerster Stein“

Seit Hermann Hamelmanns 1564 publizierter einflussreicher Abhandlung über die westfälische Geschichte wird die Formation vermehrt als „rupis picarum“ = „Fels der Elstern“ bezeichnet. Der Bezug zur Elster stammt wahrscheinlich als eine sekundäre volkssprachliche Verbindung während der mittelniederdeutschen Sprachperiode aus den belegten Formen wie „egester, egster, exter“.
Die gegenwärtige wissenschaftliche Namenforschung (Meineke, Udolph/Beck) geht bei der Deutung des Bestimmungswortes und mithin des Kompositums von der ältesten belegten Form Ag-i-ster- aus. Diese Form zeigt die germanische Wortwurzel *ag- = „scharf, spitz, kantig“ oder „Stein“; diese Wurzel liegt beispielsweise in altsächsisch eggia = „scharfe Schneide, Schwert“ und mittelniederdeutsch egge = „Schneide, Saum, Bergrücken“ und in Neuhochdeutsch Egge vor (wie beispielsweise das Ackergerät). Des Weiteren zeigt Agister- eine alte -str-Ableitung, die besonders von -i- oder -j-Stämmen abgeleitet ist, wie beispielsweise in Germanisch *blōstra-, Gotisch blōstr, Althochdeutsch bluostar = „Verehrung“ sowie in Germanisch *gelstra-, Gotisch gilstr = „Tribut, Zoll“ und Althochdeutsch gelstar = „Opfer“.
Das Bestimmungswort im heutigen Namen Externsteine ist demnach die in Westfalen verbreitete Bezeichnung „Egge“, und konkret in Verbindung mit der Felsformation die Bedeutung für „eine hervorspringende Stelle oder einen schmalen Bergrücken“ nach seiner ursprünglich spitz zulaufenden und hoch aufragenden Gestalt.

## Geografische Lage

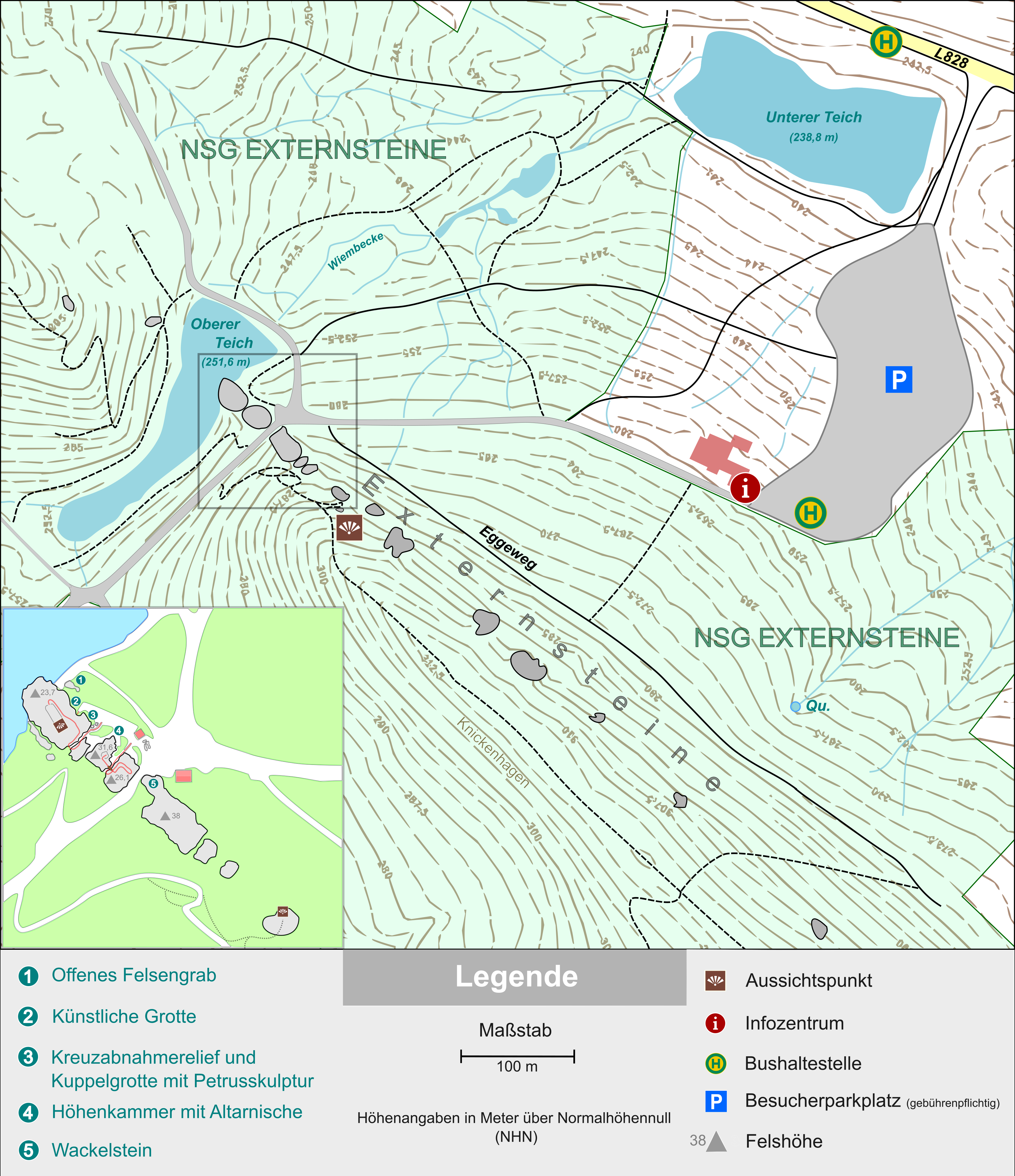
Topographische Übersichtskarte des Gebietes um die Externsteine

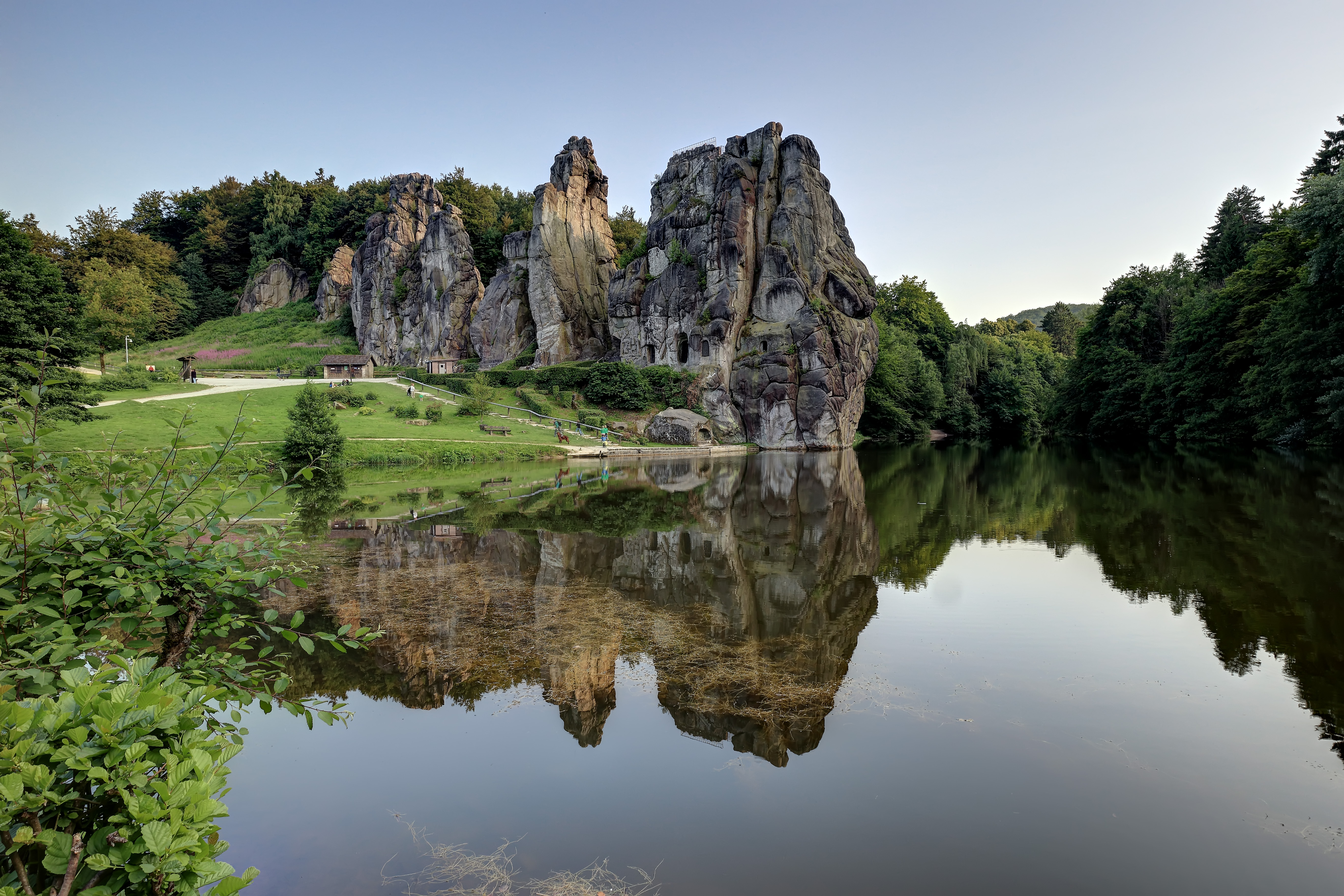
Externsteine mit Wiembecketeich

Im Nordosten von Nordrhein-Westfalen, im Südteil des Kreises Lippe gelegen, gehören die Externsteine zum Horn-Bad Meinberger Stadtteil Holzhausen-Externsteine, der rund einen Kilometer (Luftlinie) nordwestlich liegt.
Regionalgeografisch markant stehen die Felsen nur ca. drei Kilometer nordwestlich der Stelle, an der die von Nordwest nach Südost streichende Gebirgskette des Teutoburger Waldes in das von Nord nach Süd verlaufende Eggegebirge umbiegt. In Richtung Nordwesten gehen die Externsteine direkt in die ansteigenden waldreichen Hänge des Bärensteins und nach Südosten unmittelbar in jene des Knickenhagens über. Direkt vorbei an der Felsengruppe fließt im Einzugsgebiet der Weser die Wiembecke, die am Fuß der Felsen zum Wiembecketeich aufgestaut wird.
Die Felsen befinden sich in einer Höhenlage zwischen ca. 250 und 290 m ü. NHN.

## Geologie

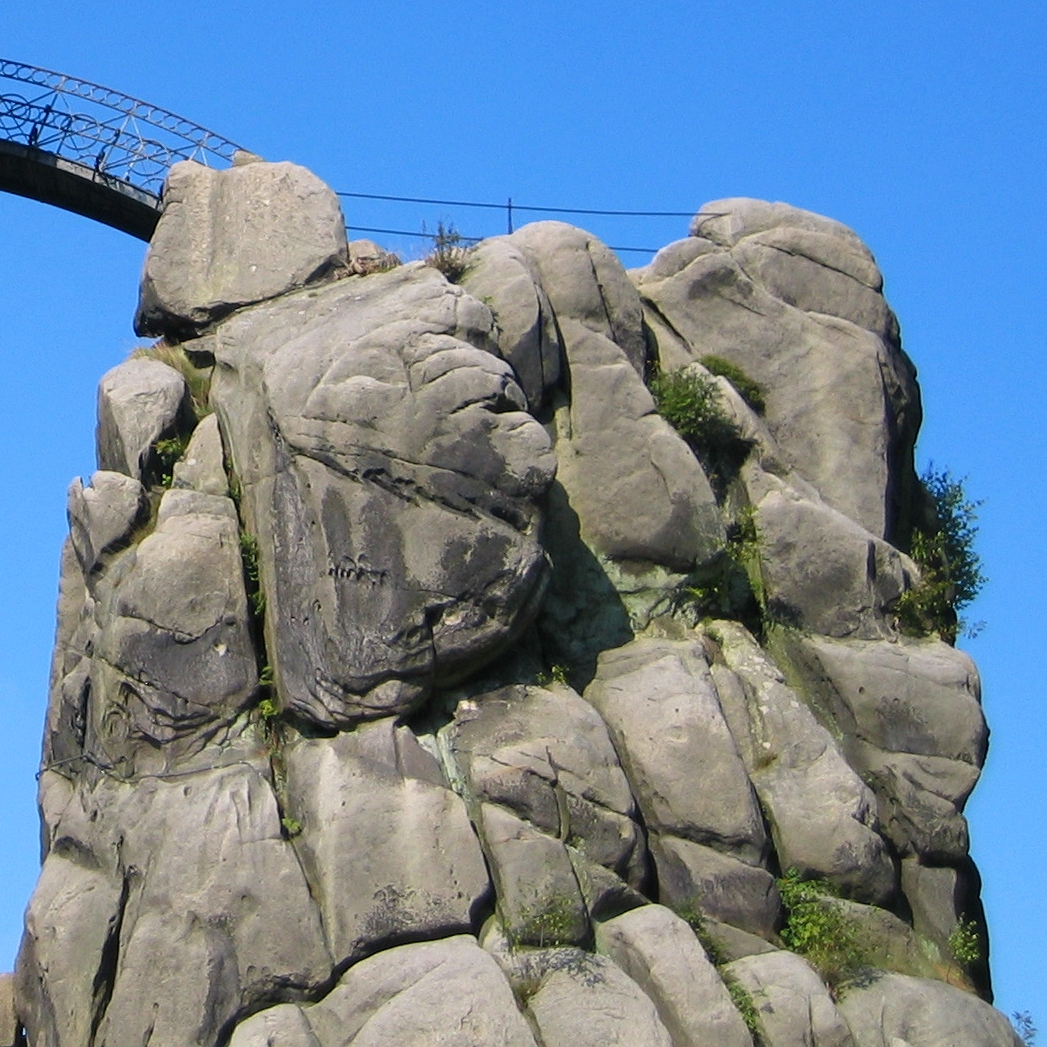
Wollsackverwitterung an den Externsteinen

Die Externsteine bestehen aus dem Osning-Sandstein, dessen Material, entstanden aus der Rheinischen Masse, während der Unterkreide in küstennahem Flachwasser am Rande eines großen Meeres abgelagert wurde, das damals einen Großteil des nördlichen Mitteleuropa bedeckte. Die stratigraphische Einordnung der Externsteine ist schwierig, da bei ihnen keine Makrofossilien gefunden wurden; als wahrscheinlichste Entstehungszeit wird das Unter-Alb vor ca. 110 Mio. Jahren angenommen.
Ursächlich hervorgerufen durch die Nord-Drift der Afrikanischen Platte wurden durch die saxonische Bruchschollentektonik, beginnend vor etwa 70 Millionen Jahren, die ehemals waagerecht liegenden Gesteinsschichten dann lokal senkrecht gestellt, so dass das Material an der Nordostseite der Felsen älter ist als an der Südwestfront. Begünstigt durch ein in der Folgezeit des Paläogen und Neogen (früher: Tertiär) herrschendes feuchtwarmes, tropisches Klima mit intensiver chemischer Verwitterung erhielten die Felsen durch Erosion ihre jetzige, etwas bizarr anmutende Form. Gut zu erkennen ist die für Granit, aber auch besonders für massiven Sandstein typische Wollsackverwitterung.
Die Felsgruppe ragt in der sonst weitgehend steinfreien Umgebung maximal 47,7 m über die Oberfläche des Wiembecketeichs in die Höhe und erstreckt sich linienförmig über mehrere Hundert Meter Länge. Sie beginnt etwas versteckt im Wald mit vereinzelten kleinen Felsen und zieht sich hin bis zu den gut sichtbaren 13 relativ freistehenden Einzelfelsen. Diese Felssporne bestehen aus hartem, verwitterungsresistentem Quarzsandstein mit geringen Mengen an Feldspat und Glaukonit.
Die geologische Bedeutung der Externsteine wurde am 12. Mai 2006 mit der Auszeichnung als Nationales Geotop durch die Akademie für Geowissenschaften zu Hannover gewürdigt.

## Naturschutz
Bereits 1926 wurden die Externsteine unter Schutz gestellt. Das Schutzgebiet der Externsteine bestand aus mehreren als Naturdenkmale bezeichneten Teilflächen und war nach dem Bereich Donoper Teich/Hiddeser Bent das zweite Schutzgebiet in Lippe. Ziele waren die Wiederherstellung des ursprünglichen Zustands, dazu gehörte die Verlegung der zwischen den Felsen hindurchführenden Straße, der Rückbau der modernen Bauwerke und die Beseitigung des Stauteichs. Die Zusammenlegung der Teilflächen zu einem durchgehenden Gebiet nach dem Reichsnaturschutzgesetz vom 26. Juni 1935 wurde durch die SS, die den Vorstand der Externsteine-Stiftung übernommen hatte, verhindert. Erst 1953 wurden die zehn Naturdenkmale zu einem Naturschutzgebiet Externsteine mit einer Größe von 140 ha zusammengefasst.
Heute besteht ein 127 ha großes Naturschutzgebiet Externsteine. Die Felsen selbst stehen gleichzeitig als Bodendenkmal unter Schutz. Das Gebiet ist für Europa von Bedeutung, was auch durch die Natura-2000-Unterschutzstellung 2004 im Rahmen der europäischen Fauna-Flora-Habitat-Richtlinie dokumentiert ist.
Aus Naturschutzsicht besonders wertvoll sind nicht nur die Felsen, mit einem der größten Vorkommen einer Pioniervegetation an Silikatfelsen in NRW wie Farne, Moose und Flechten, sondern auch die auf den benachbarten Bergkämmen Knickhagen und Bärenstein vorhandene Bergheide mit kleinflächig vorhandenen Hangmooren. Dort wachsen unter anderem Wacholder, Moor- und Sandbirken, Blaubeeren, Seggen, Binsen, Borstgras, Pfeifengras, Besenheide und Torfmoose. Es gibt große Bestände von den drei Orchideenarten Geflecktes Knabenkraut (Unterart Fuchs-Knabenkraut), Mücken-Händelwurz und Großes Zweiblatt. Bemerkenswert sind auch große Bestände des Sumpf-Veilchens und der Gewöhnlichen Natternzunge.
Neben den im Gebiet vorrangig zu schützenden Erlen-Eschen-Wäldern sind zudem als Kulturlandschaftselemente einige Alteichenbestände ehemaliger Hutewälder bedeutend, die durch die mittelalterliche, „Berghude“ genannte Beweidung entstanden. Des Weiteren sind größere Vorkommen von Ilex im artenreichen Wald des Naturschutzgebiets erwähnenswert. Relevant für die Unterschutzstellung des Gebietes sind insbesondere die (Brut-)Vorkommen folgender geschützter Tierarten: Mittelspecht (Dendrocopos medius), Schwarzspecht (Dryocopos martius), Grauspecht (Picus canus), Nördlicher Kammmolch (Triturus cristatus) und Eremit (Osmoderma eremita). Weitere interessante Arten im Naturschutzgebiet sind Becher-Azurjungfer, Blaugrüne Mosaikjungfer, Gemeine Heidelibelle, Hufeisen-Azurjungfer, Geburtshelferkröte, Großer Abendsegler, Wasserfledermaus, Siebenschläfer und Wasserspitzmaus. Seit 2006 brütet der Uhu an einem kleineren Nebenfelsen. Der Brutplatz wird abgesperrt und an Tagen mit besonderem Besucherandrang wie der Walpurgisnacht und der Sommersonnenwende bewacht. Am Uhubrutfelsen wurden 70 Kletterhaken entfernt, um illegales Klettern zu verhindern.
Historisch interessant ist das ehemalige Vorkommen des seltenen Lebermooses Harpanthus scutatus an den Felsen. Es wurde dort zuletzt 1947 nachgewiesen. Damals galt der Standort als das letzte Vorkommen in Nordrhein-Westfalen; erst seit den 1990er Jahren sind wieder einige wenige Stellen im Eggegebirge als Standorte bekannt.
Der Wanderfalke brütete zumindest in den Jahren 1885 und 1886 an den Felsen. 1885 kam es zu einer erfolgreichen Brut. Im Jahr 1886 wurde das Weibchen des Brutpaars abgeschossen.
Die naturschutzfachliche Betreuung der Flächen wird durch die Forstverwaltung des Landesverbandes Lippe, der auch Eigentümer der Felsen ist, die Untere Naturschutzbehörde des Kreises Lippe und die Biologische Station Lippe durchgeführt. Die Biologische Station Lippe führt Kartierungen ausgewählter Arten durch und macht regelmäßig Führungen im Gebiet. Es werden Maßnahmen für ein naturverträgliches Besucherlenkungskonzept durchgeführt. So wurden mehrere trittempfindliche, feuchte Orchideenwiesen durch einfache Leitvorrichtungen gesichert. Als Maßnahmen zur Biotoppflege wurden Gehölze gefällt, um die Heidebereiche zu vergrößern und in einem kleinen Hangmoor den Wasserentzug und die Beschattung zu verringern und konkurrenzschwache Moorpflanzenarten zu fördern. Eine Schaf- und Ziegenherde der Biologischen Station Lippe beweidet Heideflächen.

## Beschreibung der Felsen

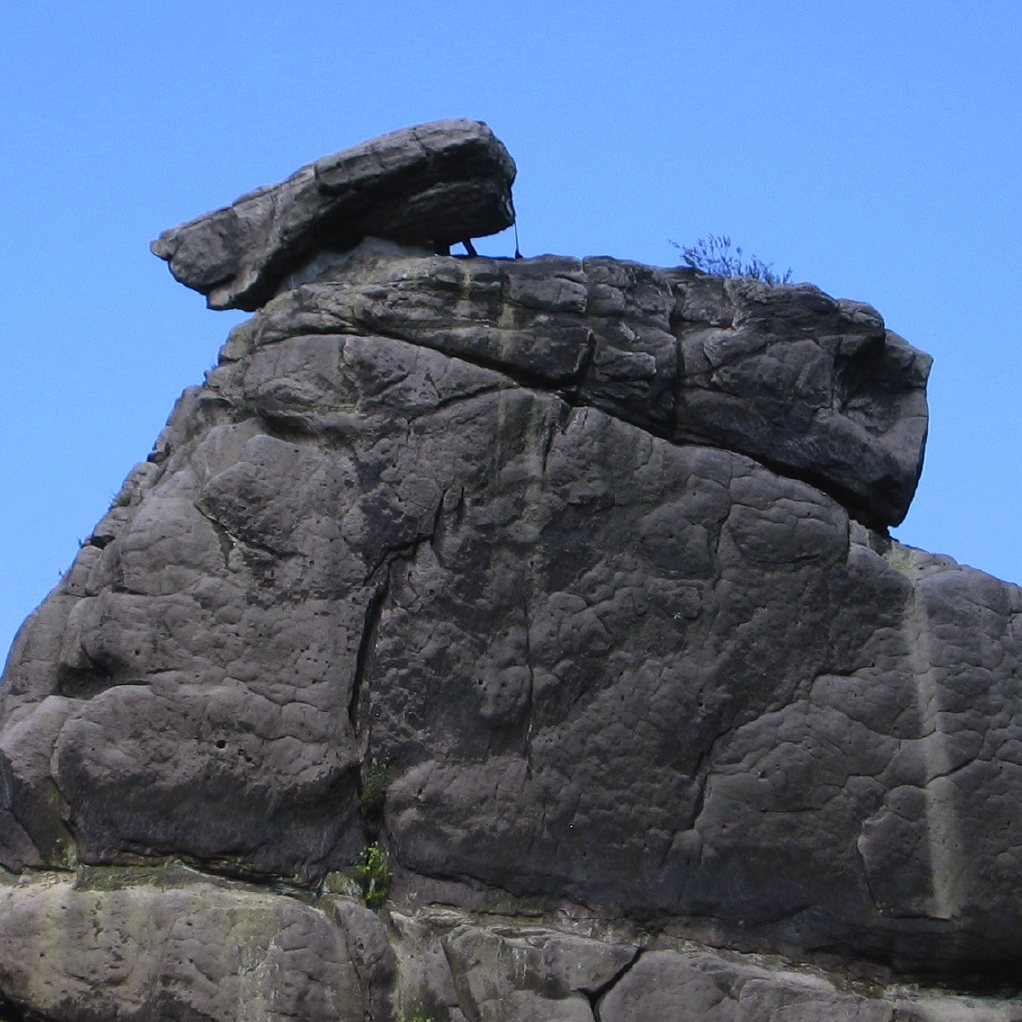
Wackelstein Nahansicht

Zwischen den bewaldeten Erhebungen Bärenstein und Knickenhagen befinden sich die Externsteine auf einer Linie, die grob gesehen von Südosten nach Nordwesten verläuft. Ihre einzelnen Felsen werden von Nordwesten nach Südosten gezählt. Die beiden Seiten der Felsenreihe unterscheiden sich grundsätzlich. Auf der Nordostseite der Felsen nimmt man eine Fülle von Bearbeitungsspuren wahr. Auf der nach Südwesten blickenden Seite sind nur wenige Spuren zu finden. Der Eindruck der mächtig aus dem Boden aufsteigenden Felsen hat seine Ursprünglichkeit hier gewahrt, während die Nordostseite derart von Menschenhand überformt ist, dass der Eindruck einer Ruine entsteht. Man hat daher die Nordostseite die Vorderseite genannt, die andere die Rückseite. Die Beschreibung konzentriert sich im Weiteren naturgemäß auf die Vorderseite (NO).
Der am weitesten nordwestlich, direkt im Tal der Wiembecke aufragende Fels wird Felsen 1 genannt. Schreitet man von dort weiter in Richtung Südosten, schließt sich der markante Felsen 2 an, der wegen seiner Gestalt herkömmlich als Turmfels bezeichnet wird. Zwischen den beiden befindet sich ein kleinerer Fels, nahe über dem Boden mit Fels 1 verbunden, so dass der große Fels 1a, der kleine Fels 1b genannt wird. Man nennt den großen Felsen 1a auch nach einer in ihm gelegenen Grotte den Grottenfels. Auf den Turmfels (Nummer 2) folgt wieder ein niedrigerer, der, weil die Treppe zur Höhe des Turmfelsens sich an seinen Seiten emporwindet, als Treppenfels bezeichnet wird.
Eine mächtige Kluft, durch die seit etwa 200 Jahren eine Straße führt, trennt den Treppenfelsen von Fels 4, auf dem ein mächtiger Brocken lose liegt, der für das Auge abzustürzen droht. Nach diesem wackligen Stein spricht man vom Wackelsteinfelsen. Er wird überragt von dem anschließenden Felsen 5, der nach einem am Gipfel sichtbaren, nach Südosten blickenden Männerkopf der Ruferfelsen genannt wird. Etwa acht weitere noch wenig untersuchte Felsen folgen in südöstlicher Richtung.

### Grottenfels

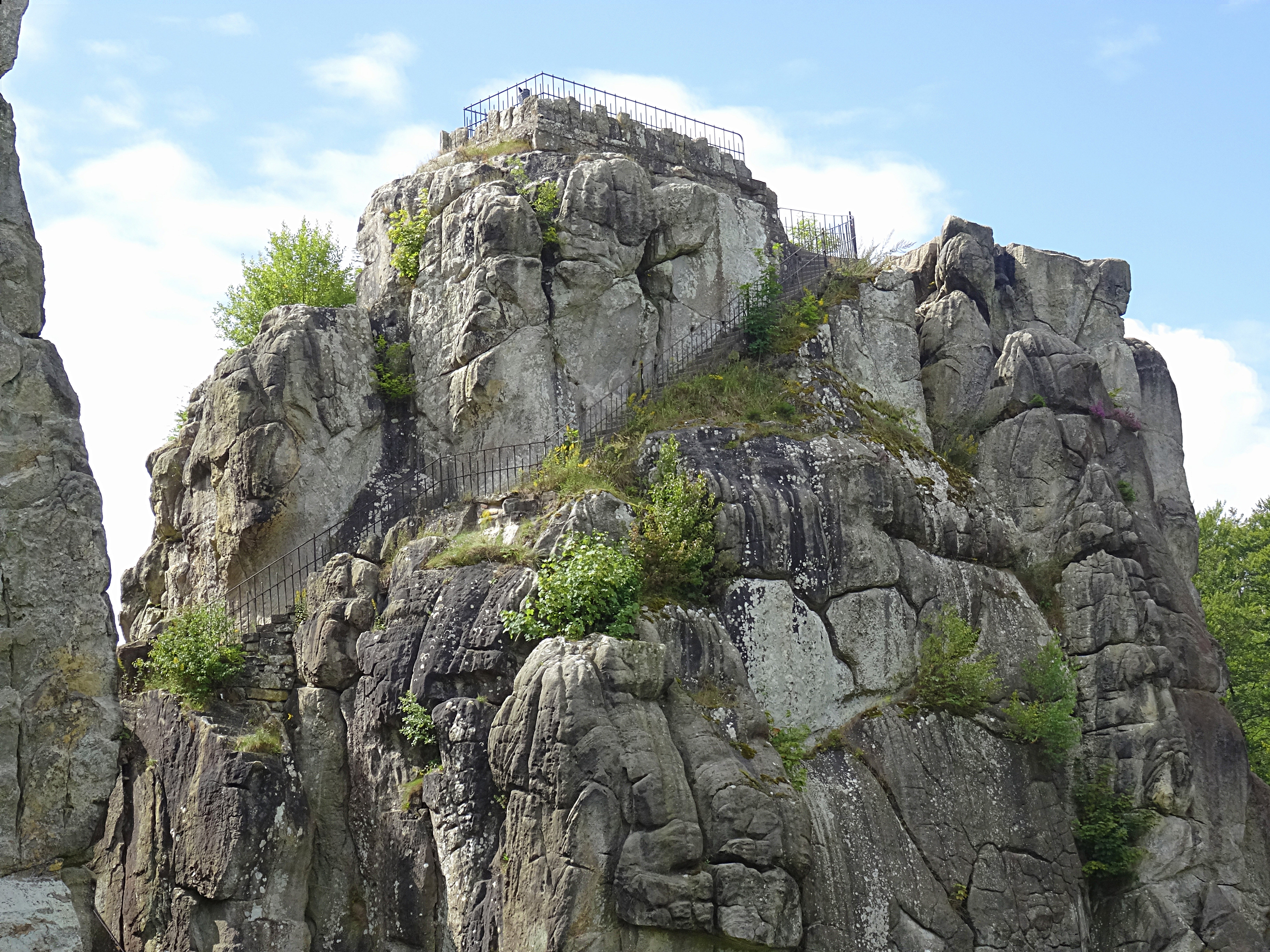
Grottenfels

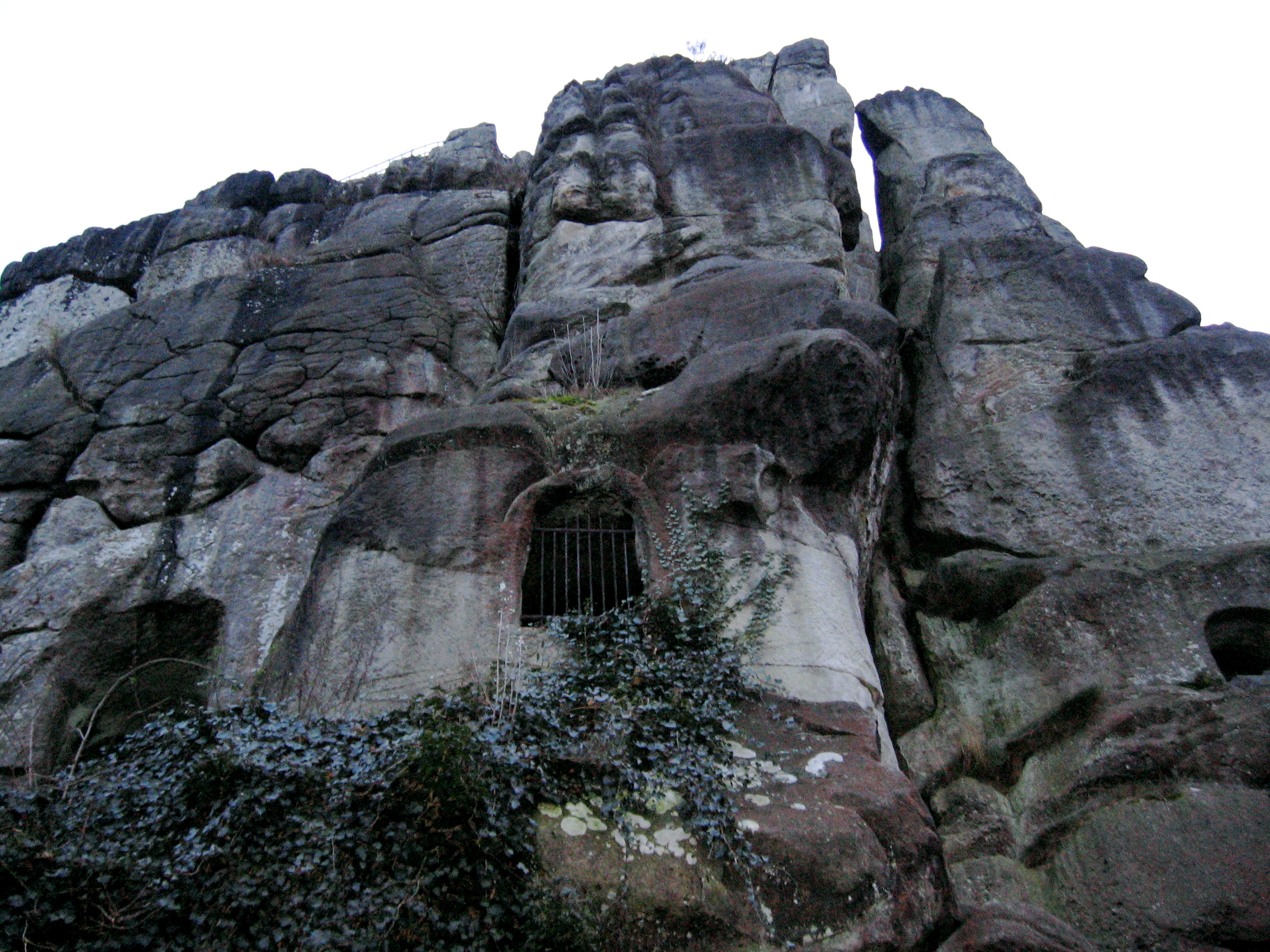
Ein Eingang zu der „Grotte“

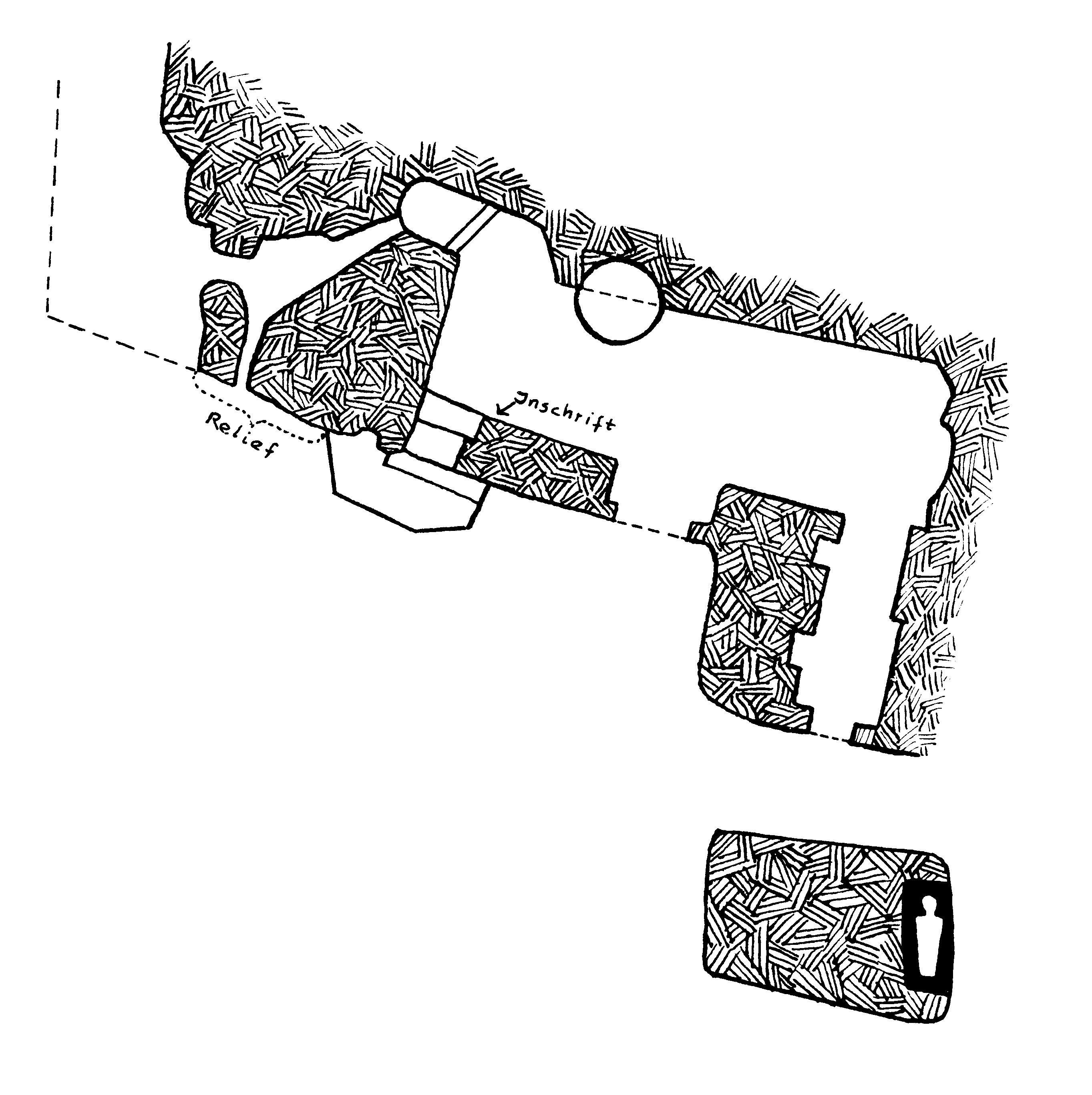
Grundriss der Grotten in Felsen 1

Die wichtigsten Spuren am Grottenfels (Nummer 1a) sind die Höhlen, die Treppenanlage, das Gipfelplateau und das berühmte Felsenrelief der Kreuzabnahme.
Der Gipfel ist plateauartig eingeebnet worden, so dass sich über der von Klüften zerrissenen Oberseite des Grottenfelsens eine gleich hohe Fläche erstreckt. Etwa zwei Meter unterhalb des Gipfels ist auf der Südwestseite die Grundfläche eines winkelförmig um den Gipfel gelagerten Raumes zu sehen.
Der Fels trägt spätestens seit 1663, wahrscheinlich schon länger, einen Treppenaufgang. Zwischen Turmfels und Grottenfels beginnt die Treppe, die zunächst auf den Gipfel des Felsens 1b führt und von dort zum Gipfel des Grottenfelsens (Nummer 1a). Spuren älterer Treppenanlagen sind vorhanden.
Zwischen dem Grottenfelsen und Fels 1b ist ein Spalt mannshoch zu einem Gang verbreitert worden, der auf die Rückseite der Felsen führt.

#### Kuppelgrotte
Die Grotte selbst umfasst drei Räume, die längs der Nordostseite gelegen und untereinander verbunden sind. An der südöstlichen Schmalseite des Felsens ist der Eingang zur sogenannten Kuppelgrotte. Neben dem Eingang steht eine undeutlich aus dem Felsen herausgearbeitete Gestalt mit einem Schlüssel, die oft als Petrus gedeutet wird. Die etwa 4 Meter lange Kuppelgrotte ist unten schmal und weitet sich oben zu einer Kuppel. Ihre unregelmäßige Form, die nur an wenigen Stellen Meißelspuren trägt, soll sie durch Feuereinwirkung erhalten haben.

#### Hauptgrotte
Durch einen schmalen Korridor gelangt man in die rechteckige, nach Nordwesten sich erstreckende Hauptgrotte. Sie hat, wie alle Wände bezeugen, ihre Kastenform mit Hilfe von Hammer und Meißel erhalten. Ihre auffallendste Einrichtung ist ein halbkugelförmiges Becken von zirka 1,25 Meter Durchmesser, das an der Südwestwand in den Boden eingesenkt ist. Zwei Türöffnungen, die eine schmal und rechteckig, die andere breit und torbogenförmig, geben dem Raum Licht. Neben der rechteckigen Tür finden sich eine mittelalterliche Inschrift und eine Fratze.

#### Nebengrotte
Der dritte ebenfalls kastenförmige Raum, die Nebengrotte, schließt am Nordwestende der Hauptgrotte an und erstreckt sich im rechten Winkel zur Hauptgrotte in Richtung Nordosten. Ihre Wände sind ebenfalls bearbeitet. Die Südostseite des Raumes birgt zwei rechteckige Vertiefungen, eine davon mannshoch, die andere ein Quadrat in Herzhöhe.
An der gegenüberliegenden Wand wurde am Rande einer Feuerstelle ein großes Zeichen etwa einen Zentimeter tief eingemeißelt. Carl Dewitz beschrieb dieses Zeichen in der Nebengrotte, damals nur zur Hälfte sichtbar, erstmals 1886 als „Runenzeichen“. Im Jahr 1929 wurde die zweite Hälfte des Zeichens unter einer Verputzschicht entdeckt und unter maßgeblicher Beteiligung von Wilhelm Teudt freigelegt. Das Zeichen wurde von Teudt und seinen Nachfolgern als „Binderune“ oder „Julsymbol“ (Herman Wirth 1933) gedeutet. Andere identifizierten es anhand vergleichbarer Inschriften auf Richtschwertern als frühneuzeitliche Darstellung eines Galgens (Kurt Tackenberg 1933, Alois Fuchs 1934, Friedrich Focke 1943) und brachten damit in Zusammenhang, dass der Raum in der frühen Neuzeit als Gefängnis der Stadt Horn genutzt wurde. Letzteres ist die heute wissenschaftlich akzeptierte Meinung.
Die Außenwand der Nebengrotte ist durch ein großes Fenster durchbrochen, unter dem der Sargstein liegt. Von diesem Raum führt ein durch den Felsen gebohrtes, etwa 4 m langes Rohr schräg hinunter und tritt in der Höhe des Sarges am Kopfende desselben wieder ins Freie. In der Grotte liegt die Öffnung neben dem Fenster im Fußboden, allerdings durch Zement verschlossen.

#### Sargstein und Kreuzabnahmerelief

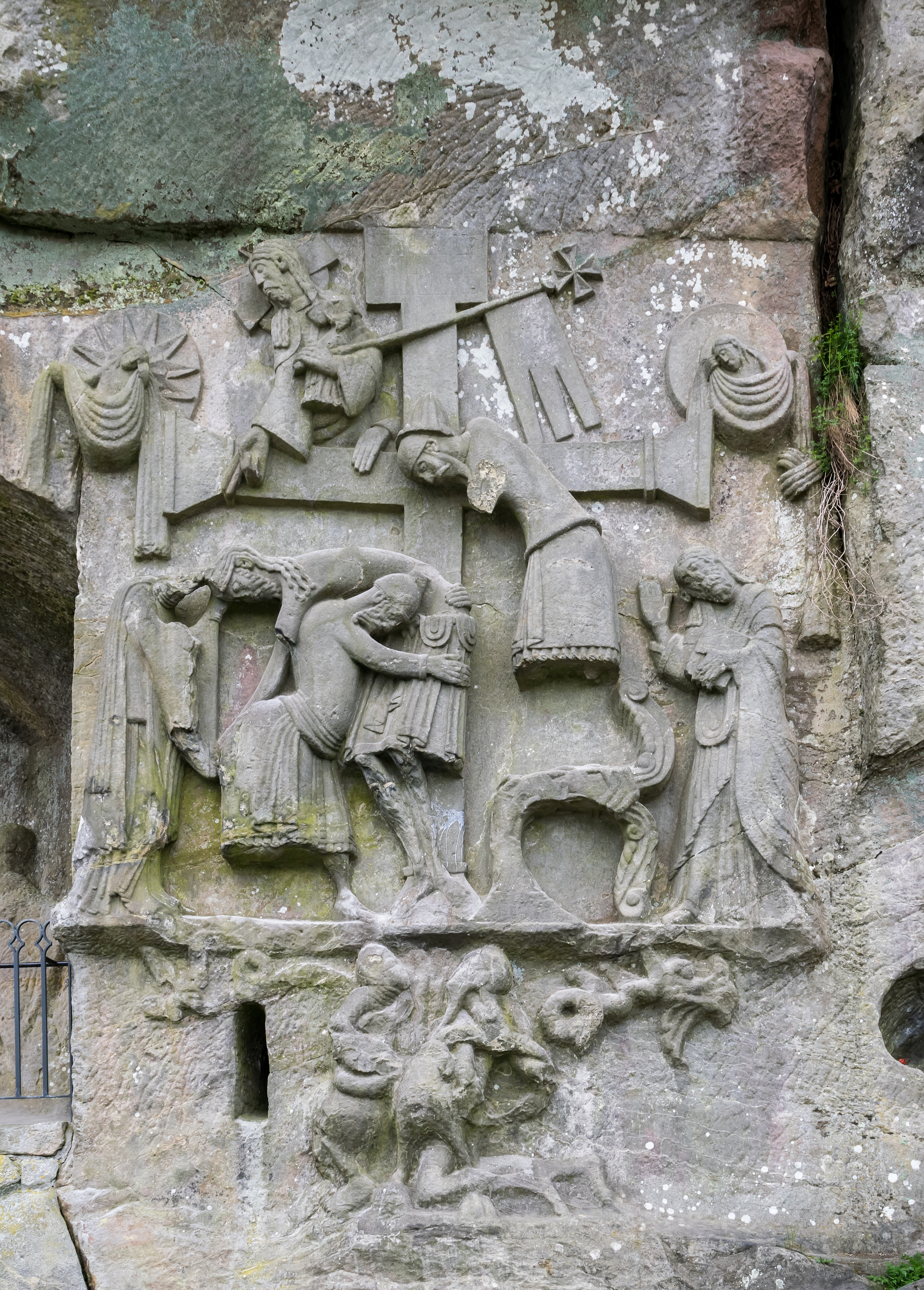
Das Kreuzabnahme-Relief an den Externsteinen; das gebeugte „Y“ rechts unter dem Kreuz wird oft als Irminsul gedeutet

Der Sargstein am Fuß des Grottenfelsens ist an allen Seiten bearbeitet. In seine Nordwestseite ist eine Art von Arkosolgrab mit einer menschenförmigen Aussparung für den aufzunehmenden Leib eingehauen. Auf der Höhe des Sargsteins ist ein kleines Podest ausgeschlagen, zu dem von zwei Seiten Treppenanlagen hinauf führen, die massiv beschädigt wurden, deren Reste aber gut erkennbar sind.
An der Außenwand der künstlich geschaffenen Höhlung, direkt vor der Kuppelgrotte, ist das 5,5 Meter hohe mittelalterliche Kreuzabnahmerelief an den Externsteinen eingeschlagen. Über der rechteckigen Tür sieht man eine Vertiefung, eine Hohlform, die an die Beine, den Körper und Flügel eines Vogels erinnert.

### Turmfels

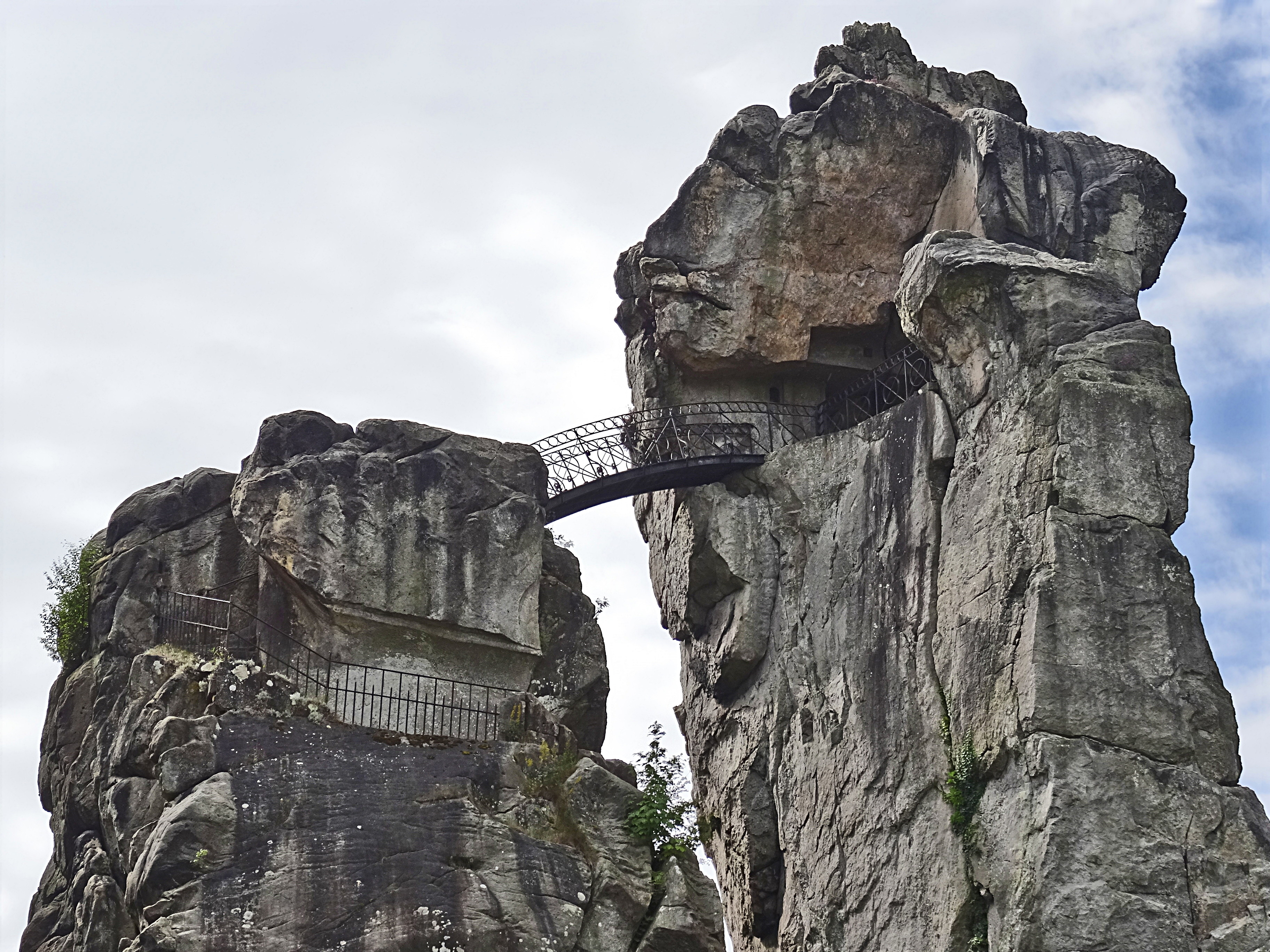
Treppenfelsen und Turmfels

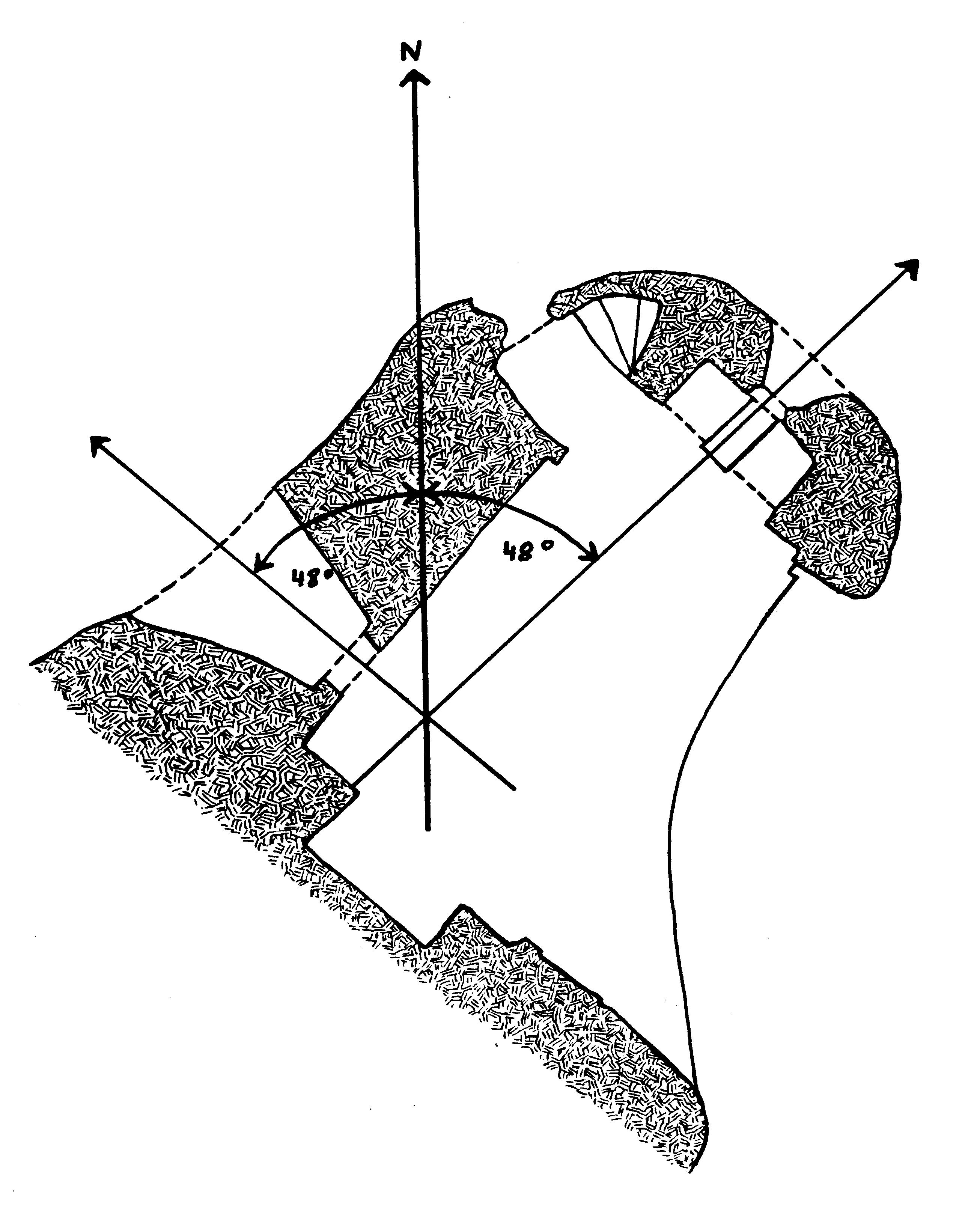
Grundriss der Höhenkammer im Turmfels

Der Turmfels hat seinen Namen daher, dass er von Südwesten gesehen wie ein quadratischer Turm aussieht. In der Höhe ist ein Raum ausgeschlagen, dessen Längsachse ungefähr in Richtung Nordost verläuft, die sogenannte Höhenkammer. Die beiden Schmalseiten haben jeweils eine Nische erhalten. Diejenige im Südwesten ist rechteckig und wird von zwei Rundpfeilern flankiert. Die andere im Nordosten, in der ein Podest mit einem schlanken Ständer – eventuell einem Altar – ausgeschlagen ist, wird von einem Rundbogen überwölbt. Über dem „Ständer“ befindet sich ein rundes Fenster, das aufgrund seiner Ausrichtung auf den Aufgangspunkt der Sonne zur Sommersonnenwende zu der Deutung geführt hat, dass der Raum astronomischen Beobachtungen gedient haben könnte. Der Archäoastronom Burkard Steinrücken verweist außerdem auf eine Ähnlichkeit zur Nordturmkapelle im Erfurter Dom, wo ein rundes Loch in einer Rundbogennische an bestimmten Tagen zur Illumination der in der Nische aufgestellten Madonna-Figur mit dem Licht der aufgehenden Sonne gedient haben könnte. Für ein weiteres Fenster ist die Nordwestwand genau in Achse mit den Felsen, etwa auf den Untergangspunkt der Sonne zur Sommersonnenwende ausgerichtet, zwei Meter tief durchbrochen worden. Am östlichen Ende der Nordwestwand befindet sich in Hüfthöhe ein ausdrucksvoller männlicher Kopf mit geöffnetem Mund.
Die Decke der Höhenkammer ist gewaltsam abgesprengt worden. Auf dem schwer zugänglichen Gipfel, der den Raum noch teilweise überwölbt, befindet sich eine kleine Erhöhung, die Krone, in die eine runde Vertiefung eingeschlagen ist. Zu Füßen des Turmfelsens steht auf der Nordostseite ein Podest, die sogenannte Kanzel. Reste von sieben Treppenstufen ziehen sich um die Vorderseite und eine Längsseite. Auf der Oberseite ist eine etwa 35 Zentimeter mal 30 Zentimeter große Standfläche ausgearbeitet.

### Treppenfelsen

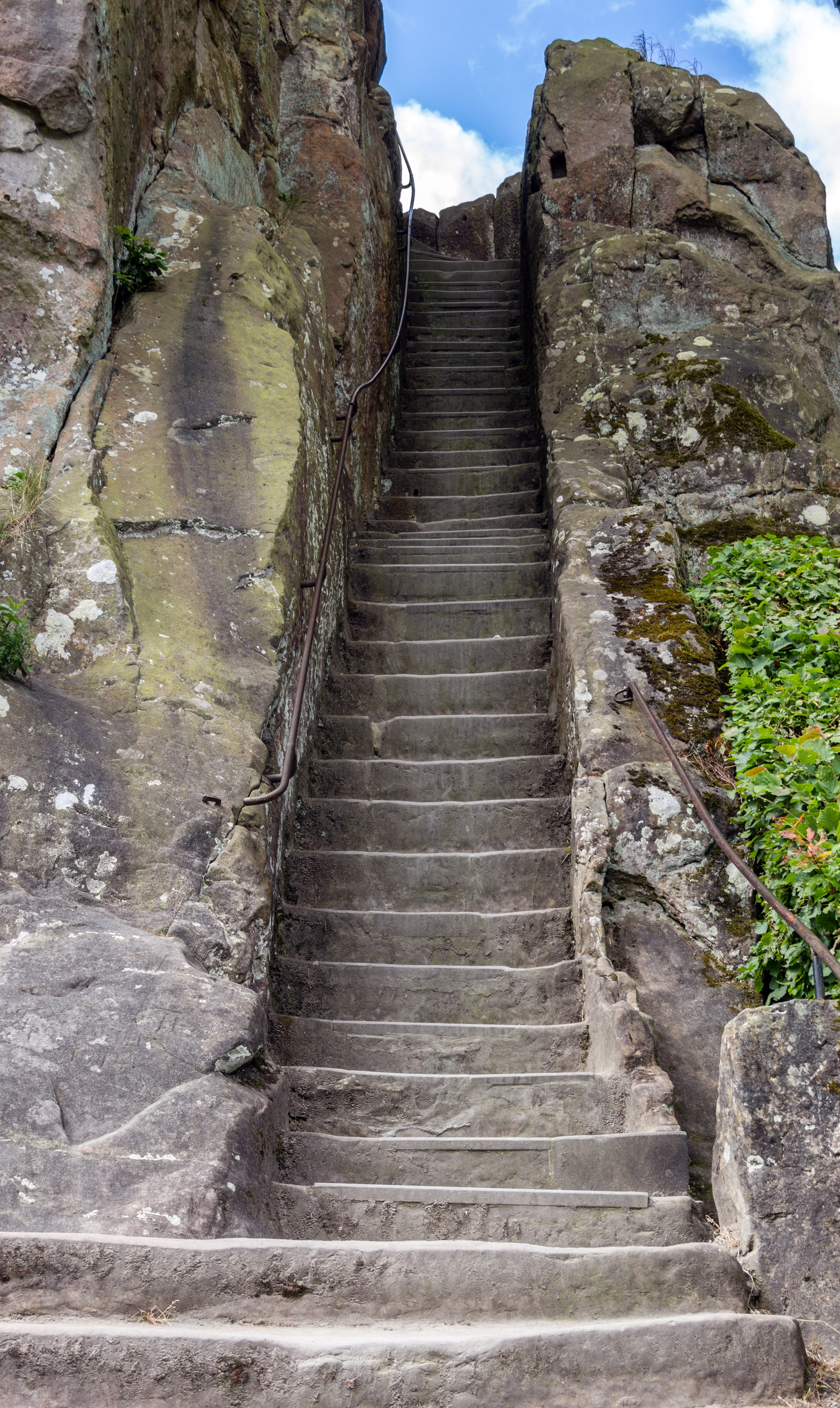
In die Externsteine eingemeißelte Treppe, um den Aufstieg zu erleichtern (2016)

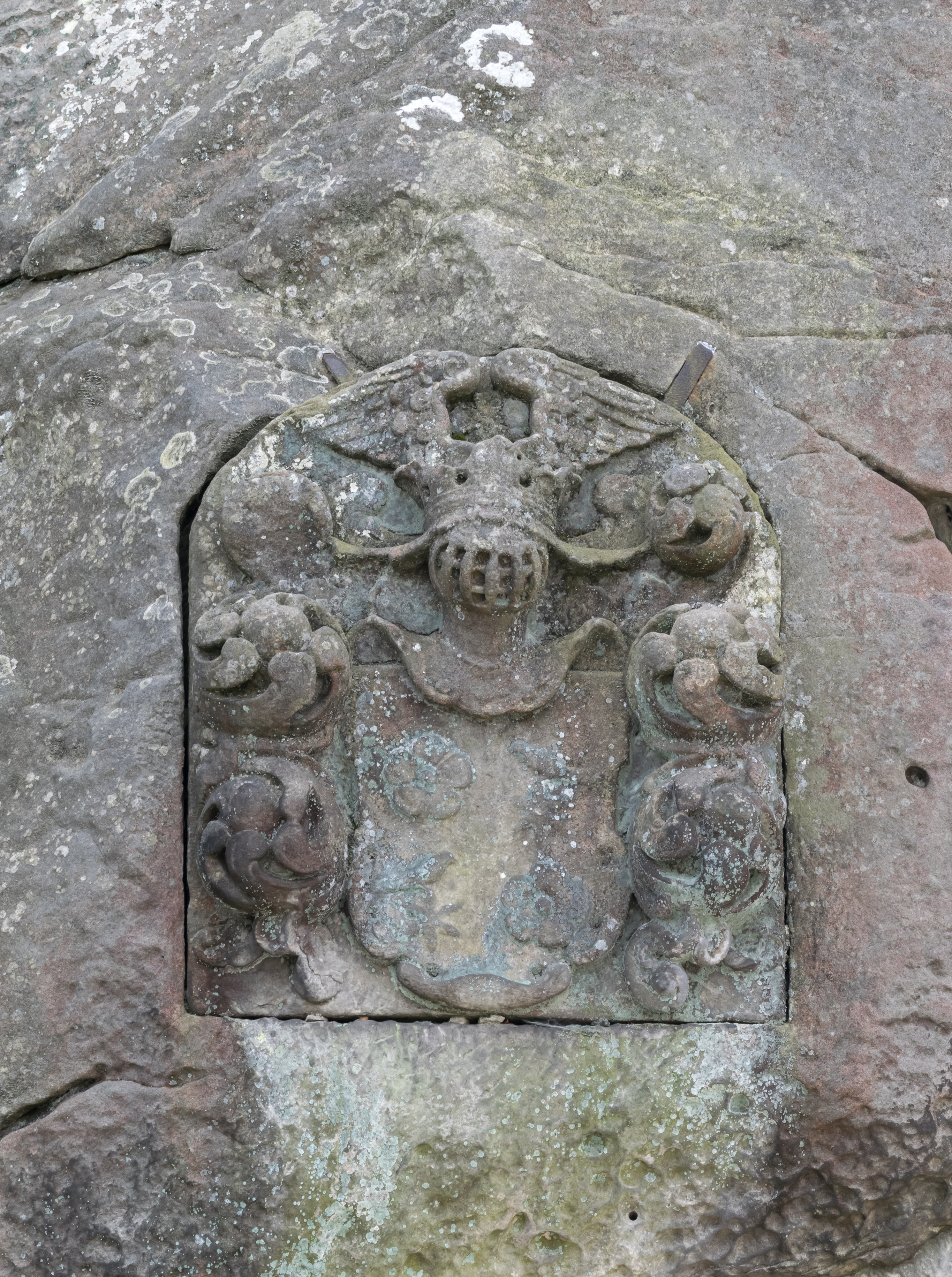
Lippisches Wappen

Der Treppenfelsen (Nummer 3) bietet heute vor allem den Aufgang zur Höhenkammer des Turmfelsens, die man von ihm aus in luftiger Höhe über eine mit Holzbohlen belegte eiserne Brücke erreicht. Auch hier gibt es Reste andersartiger älterer Treppenanlagen. Auf der Höhe des Felsens sind im Südwesten Reste einer Kammer vorhanden.

### Wackelsteinfels
Das Auffälligste am Felsen 4 ist der Wackelstein auf seinem Gipfel. Er ruht auf drei Punkten, doch hat man ihn mit Metallbändern festgezurrt und den Raum um seinen Fuß einbetoniert. Der Wackelsteinfels (Felsen 4) ist von zwei senkrechten Klüften durchzogen, die auf der Vorder- und Rückseite hervortreten. Gemeinsam mit anderen hervortretenden Flächen fügen sie sich zu erkennbaren Gestalten zusammen, die erst in den 1950er Jahren von Fritz Schäfer entdeckt wurden. Sowohl auf der Vorder- wie auf der Rückseite sind Bearbeitungsspuren in großer Zahl vorhanden, die die seit den 1980er Jahren besonders von Walther Matthes vertretene Vermutung nahegelegt haben, dass die natürlich vorhandenen Bildungen von Menschenhand in Richtung auf einen bestimmten Ausdruck ergänzt worden seien. So sieht man auf der Vorderseite den Schemen einer menschlichen Gestalt, die am Felsen zu hängen scheint. An der Rückseite des Felsens soll das Profil eines Tierkopfes mit langem Hals zu erkennen sein. Im unteren Bereich der Vorderseite ist zudem ein lippisches Wappen aus dem 16. und 17. Jahrhundert eingelassen.

### Weitere Felsen
Auch der Felsen 5, der höchste der Hauptgruppe, weist am Gipfel von Nordosten gesehen eine Felsenfigur auf, im Volksmund der Rufer genannt, die ebenso wie die übrigen Figuren nach Matthes dadurch entstanden sein soll, dass durch Absprengen flacher Gesteinsschollen glatte Flächen geschaffen wurden, die im Verein mit den natürlichen Verwitterungsspuren des umgebenden Gesteins die gewünschten Formen hervorbrachten.

### Parallelen
Ähnliche Sandstein-Formationen in Europa sind zum Beispiel die Meteora-Felsen in Griechenland, der Spas-Stein in der Ukraine oder die Teufelsmauer im Harz.

## Geschichte
Die Externsteine wurden von Hermann Hamelmann im Jahr 1564 als ein germanisches Heiligtum gedeutet, das von Karl dem Großen zerstört worden sei. Diese Interpretation erlebte in der zweiten Hälfte des 19. Jahrhunderts mit dem allgemein aufkommenden Interesse an Vor- und Frühgeschichte einen ersten Höhepunkt, um sich dann von den 1920er Jahren bis 1945 erneut großer Popularität zu erfreuen. Seitdem werden – vor allem in der heimatkundlichen Forschung – diese Ansätze immer wieder aufgegriffen, wobei die Interpretationen von Sternwarte aus vorchristlicher Zeit bis hin zur germanischen Kultstätte reichen. So wurden die Externsteine auch schon als „Deutschlands Stonehenge“ bezeichnet.
Es gibt über die Externsteine wenig wissenschaftliche Belege; stattdessen sind viele Mythen, Legenden und Märchen im Umlauf. Beim Steinensemble wird der Heilige Gral vermutet; die Formationen werden als die Zähne eines Riesen gedeutet. Nach der Wesersage von Wackensteinfels hat der Teufel den Brocken auf Fels 4 auf Mönche und ihre Kapelle geworfen, traf sie aber nicht. Auch in der esoterischen Literatur finden sich teils fantastische Deutungen. Ausgrabungen erbrachten jedoch keinen eindeutigen Nachweis einer kultischen Nutzung in ur- oder frühgeschichtlicher Zeit, sondern belegen menschliche Aktivitäten erst für das frühe Hochmittelalter.

### Ur- und Frühgeschichte
Gesichert sind aus dem direkten Umfeld der Felsen archäologische Funde aus der Altsteinzeit (um 10.000 v. Chr.) und Mittelsteinzeit, insbesondere Feuerstein-Spitzen und -Abschläge, die allerdings nur belegen können, dass die damaligen Menschen die Steingruppe aufgesucht haben – aus welchen Gründen die Steinzeitmenschen es getan haben, ist den Relikten nicht zu entnehmen. Keine gesicherten Belege aus Funden gibt es hingegen für menschliche Nutzungen in der Jungsteinzeit, der Bronze- und der Eisenzeit.
In unmittelbarer Umgebung der Steine befinden sich noch mehrere Hohlwege – darunter der Hohlweg Große Egge –, die oft fälschlich als Reste von „Römerwegen“ bezeichnet werden. Die Ursprünge dieser Relikte historischer Verkehrsbeziehungen liegen aber mit Sicherheit nicht bei den Römern. Ob sie bereits in prähistorischer Zeit oder erst im Mittelalter entstanden, kann derzeit nicht entschieden werden.
Neuere Thermolumineszenzdatierungen durch die Heidelberger Akademie der Wissenschaften ergaben eine Nutzung der ältesten beprobten Feuerstelle in der Kuppelgrotte mit einer hohen Wahrscheinlichkeit zu einem nicht näher bestimmbaren Zeitpunkt zwischen der Mitte des 6. und dem Beginn des 10. Jahrhunderts (735 ± 180 n. Chr.). Eine weitere Feuerstelle in derselben Grotte wurde im 9. bis 11. Jahrhundert (934 ± 94 n. Chr.) genutzt. Eine Probe aus der Nebengrotte ist jünger als 1025 ± 100 n. Chr. und zwei weitere Brandspuren in der Haupt- und Nebengrotte stammen erst aus dem Spätmittelalter (1325 ± 50 n. Chr. und 1425 ± 63 n. Chr.). Ältere Nutzungen dieser Feuerstellen können mit dieser Untersuchungsmethode weder ausgeschlossen werden noch sind sie zwingend anzunehmen. Damit kann die Nutzung der Grotten in prähistorischer Zeit durch diese Untersuchungen zwar nicht ausgeschlossen werden, aber es fehlen dafür weiterhin belastbare Belege.
Einige Astronomen haben dagegen auf eine mögliche vorchristliche Nutzung des Turmfelsens und anderer Partien der Externsteine zu Zwecken der Himmelsbeobachtung hingewiesen.

### Mittelalter
Eine moderne Auswertung der archäologischen Funde, insbesondere der Keramik und der Metallgüter, erbrachte eine Datierung der Fundobjekte vom späten 10. bis ins 19. Jahrhundert. Die daraus abgeleitete, mindestens zeitweilige Anwesenheit von Menschen an der Felsengruppe passt zu einer Abdinghofer Urkunde, nach der die Externsteine 1093 von dem Paderborner Kloster gekauft worden sein sollen.

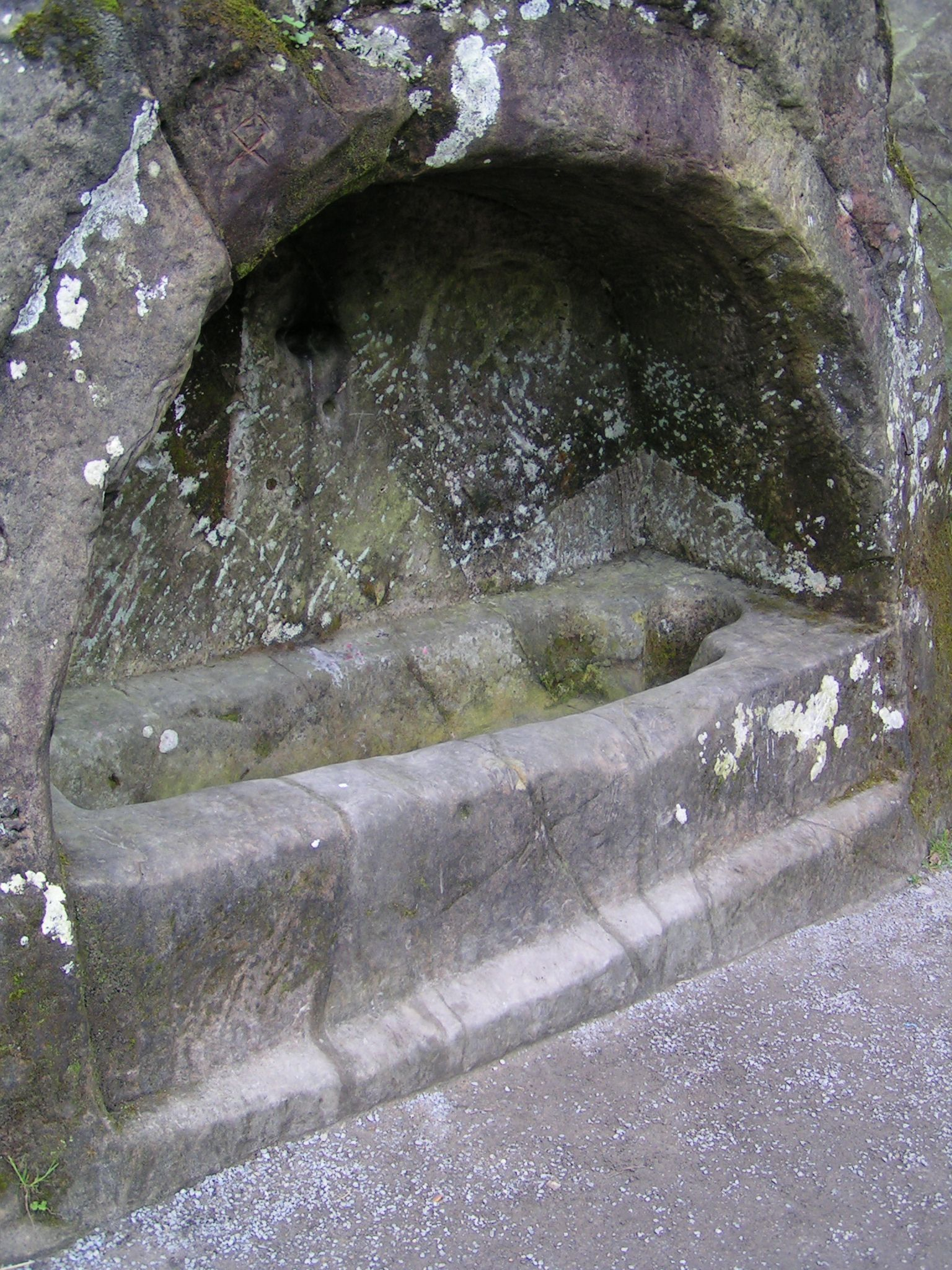
Das Arkosolium im Grabfelsen am Fuße des Felsens 1

Die Mönche umliegender Klöster, vielleicht auch aus Paderborn, waren höchstwahrscheinlich die Urheber architektonischer und gestalterischer Arbeiten an den Externsteinen und in ihrem Umfeld. Die nicht kunsthistorisch datierbaren Gebilde, wie z. B. das Felsengrab (Arkosol) und die obere Kapelle (Felsen 2), die in der kunsthistorischen Forschung oft in Anlehnung an die Abdinghofer Besitzansprüche als Nachbauten der Jerusalemer Passionsstätten interpretiert werden, sind vielleicht ebenfalls mittelalterlich und von Mönchen beauftragt. Die höhergelegene Kapelle mit Altar ist mit der Höhe Golgathas assoziiert. Die Höhlen in den Sandsteinfelsen wurden als Eremitage genutzt. In der Hauptgrotte, manchmal auch untere Kapelle genannt, findet sich eine Weihinschrift mit der Jahreszahl 1115. Auch ihre Echtheit ist nicht unbestritten geblieben.
Das bekannte in den Grottenstein gemeißelte Kreuzabnahmerelief wird jedoch von der kunsthistorischen Forschung nach der fälligen Neubewertung in den 1950er Jahren, an der sich Otto Schmitt, Fritz Saxl und Otto Gaul beteiligten, in die Zeit zwischen 1130 und 1160 datiert – wobei auch abweichende Datierungen existieren, so zum Beispiel in die karolingische Zeit, in der laut Walther Matthes in den Jahren 815 bis 822 die Externsteine der unbekannte Ort des Klosters Hethis, der Vorläufergründung von Corvey, gewesen sein sollen. Kunsthistoriker nehmen an, dass es sich beim Relief – das als eines der europaweit größten unter freiem Himmel anerkannt ist – um eine Heiliggrab-Anlage für die Gläubigen handelt, die nicht die Pilgerfahrt nach Jerusalem antreten konnten.
Dass das Relief erst im 16. Jahrhundert von Lucas Cranach d. Ä. geschaffen worden sei, ist angesichts der Arbeitsweise und des Stils unwahrscheinlich. Es gilt als die älteste aus massivem Fels gehauene Steinmetzplastik nördlich der Alpen. Für die oft behauptete hochmittelalterliche Nutzung der Felsen als Wallfahrtsort fehlen sowohl mittelalterliche Quellenbelege als auch eindeutige Indizien in den Fundmaterialien.

### 17. bis 20. Jahrhundert

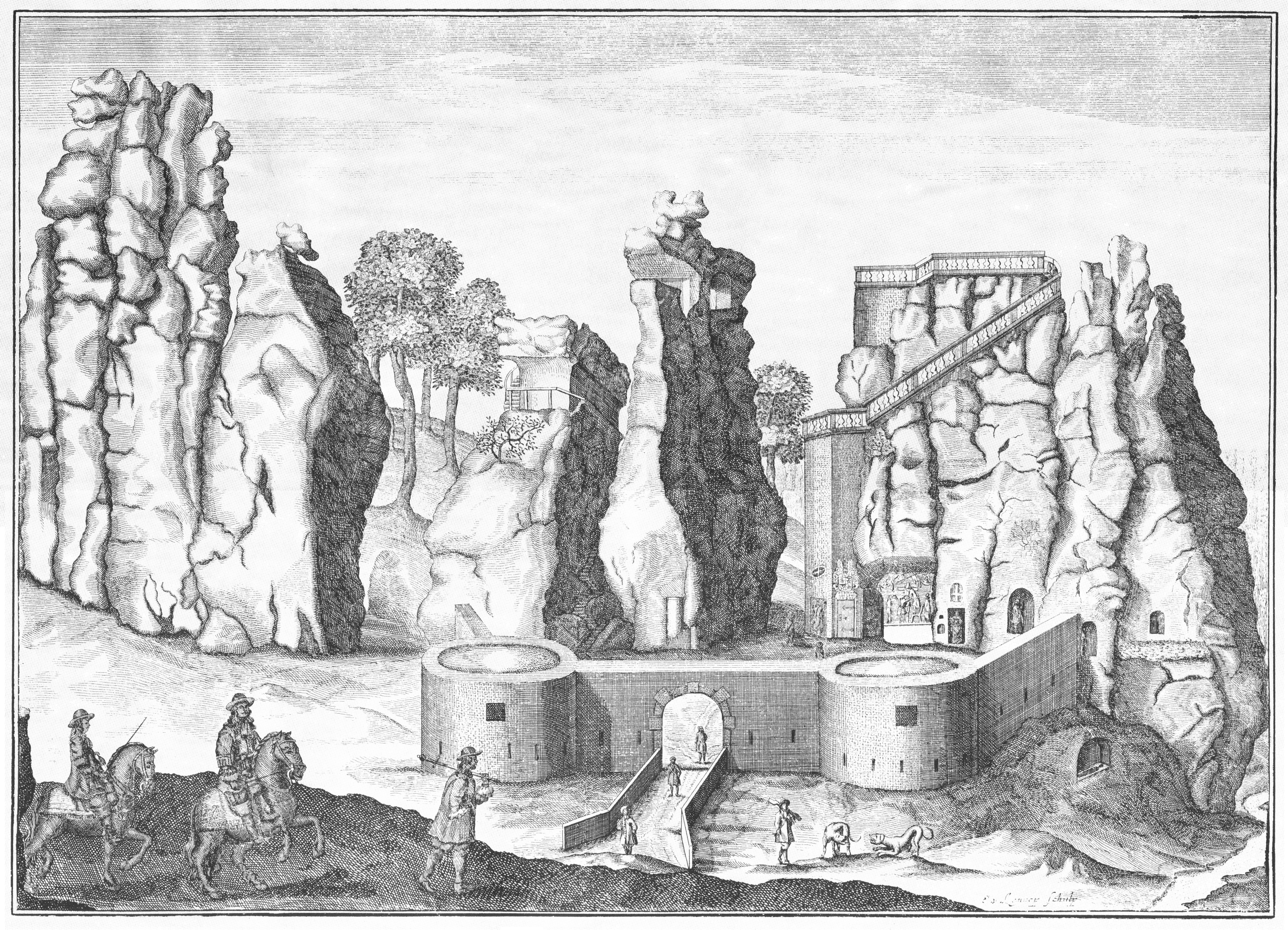
Externsteine mit dem Lustschloss, Kupferstich von Elias van Lennep, 1663

Seit 1665 stand in unmittelbarer Nähe der Steine ein Forsthaus im Fachwerkstil, das auch eine Schankwirtschaft enthielt.
Im 17. Jahrhundert wurde unterhalb der Externsteine vom Lippischen Landesherrn Graf Hermann Adolf zu Lippe-Detmold, der nach der Reformation Besitzer des Platzes wurde, ein festungsartiges Lustschloss angelegt, das wohl auch der Kontrolle des Fernstraßenverkehrs diente, sonst jedoch nach kurzer Zeit fast ungenutzt blieb und verfiel. Es wurde auf Anweisung der lippischen Fürstin Pauline um 1810 wieder abgerissen, und das Gelände um die Externsteine wurde wieder in den Ursprungszustand versetzt.
1836 wurde aus romantisch-landschaftsästhetischen Gründen der unterhalb der Felsengruppe fließende Bach Wiembecke zum Wiembecketeich aufgestaut. Dieser künstliche Teich wurde zur Zeit des Nationalsozialismus für Grabungszwecke und im Rahmen der Gestaltung des Areals abgelassen, nach 1945 aber wieder neu angelegt.
1855 kaufte der Förster und Pächter der Schankwirtschaft das Forst- und Gasthaus. Sein Sohn ließ 1867 daneben einen neogotischen Hotelbau errichten, der von Architekt Friedrich Gösling  in großen Dimensionen entworfen wurde. Das Hotel Externsteine mit Restaurant bestimmte das Erscheinungsbild der Externsteine für die nächsten rund 100 Jahre.
1881 und 1888 fanden an den Externsteinen die ersten archäologischen Grabungskampagnen unter eher schlichten Bedingungen statt. Im Rückblick ist davon auszugehen, dass damals insgesamt mehr zerstört als entdeckt worden ist. 1932 wurde eine archäologische Sondierungsgrabung von einem Bodendenkmalpfleger im Auftrag des damaligen Freistaats Lippe vorgenommen.
Zur Verkehrssicherung wurde der Wackelstein, der alten Geschichten zufolge auf Feinde des Ortes herunterstürzen sollte, mit Eisenhaken befestigt.

### Zeit des Nationalsozialismus

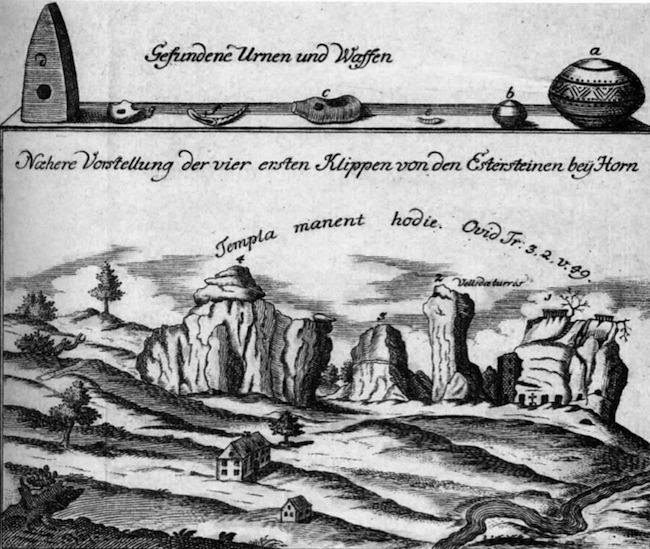
Kupferstich von Johann Christoph Frisch (1750) mit Bezeichnung eines Veledaturms als Sitz der germanischen Seherin Veleda

Julius Andrees Grabungsplan

Das große Interesse der Nationalsozialisten an nachweisbaren germanischen Kultstätten erklärt sich aus der Entwicklung der sogenannten Völkischen Bewegung. Kernthese dieser sonst uneinheitlichen Bewegung war die Annahme einer germanischen bzw. nordischen Hochkultur vor den antiken Hochkulturen des Mittelmeerraums, der sogenannte Germanenmythos. Belege dafür glaubten völkische Laienforscher in Steinsetzungen der Megalithkultur sowie in der Kunst der Völkerwanderungszeit und der Wikinger gefunden zu haben. So auch Wilhelm Teudt, der Mitte der 1920er Jahre in den Externsteinen den Standort des vermeintlichen sächsischen Hauptheiligtums Irminsul entdeckt zu haben glaubte. Die Irminsul galt in völkischen und gilt in neuheidnischen Kreisen als Symbol des letzten Widerstandes der alten germanischen Religion, bevor sie von Karl dem Großen im Zuge der Christianisierung zerstört worden sei.
Teudt, der Mitglied zahlreicher völkischer Organisationen und ab 1. Mai 1933 Mitglied der NSDAP war, schlug den Nationalsozialisten nach ihrer Machtergreifung vor, die Externsteine in einen „Heiligen Hain“ zur Erinnerung an die Ahnen umzugestalten. Reichsführer SS Heinrich Himmler mit seiner Vorliebe für alles vermeintlich Germanische griff die Idee auf und gründete 1933 die Externstein-Stiftung; er selbst war ihr Vorsitzender.
1934 und 1935 wurden unter Leitung des Geologen und aktiven NSDAP-Mitglieds Julius Andree mit Hilfe des Reichsarbeitsdienstes umfangreiche archäologische Ausgrabungen durchgeführt, deren Dokumentation seit 1945 aber nur noch unvollständig ist. Erklärtes Ziel der Grabungen war das Auffinden von Belegen für eine vorchristliche germanische Kultstätte an den Steinen. Diese Grabungen werden von der heutigen wissenschaftlichen Archäologie in der Regel als „initiierte archäologische Zweckforschung“ angesehen. Ein Teil der Keramik- und Metallfunde der beiden Grabungen wird heute im Lippischen Landesmuseum Detmold aufbewahrt. Im Rahmen der Grabungen entdeckte und untersuchte Andree eine Wallanlage nordöstlich der Steine, die Immenburg, auf dem gleichnamigen Flurstück.
Grundsätzlich und vorwiegend beschäftigten sich in der Zeit des Nationalsozialismus zwei verschiedene Organisationen mit der „Externsteinforschung“: die SS-Forschungsgemeinschaft Deutsches Ahnenerbe und das sogenannte Amt Rosenberg.

### Seit 1945
In den Jahren von 1964 bis 1966 wurde das Umfeld der Externsteine aufgewertet. Ein Großparkplatz und eine Gaststätte wurden außerhalb der direkten Sichtlinie zu den Steinen neu errichtet. Dafür wurde das Hotel Externsteine von 1867 abgerissen. Seitdem wirken die Externsteine trotz der großen Besucherzahlen ruhiger.
Seit Ende der 1990er Jahre gibt es im Rat der Stadt Horn-Bad Meinberg diverse Überlegungen, im Rahmen des Stadtmarketings den Platz an den Externsteinen zum Event-Ort auszubauen (von einer sanften Vermarktung über esoterische Großveranstaltungen bis zum Musical-Bau). Diese Pläne wurden vor allem von Natur- und Denkmalschützern stark kritisiert und bislang nicht umgesetzt.

## Verkehrserschließung und Tourismus

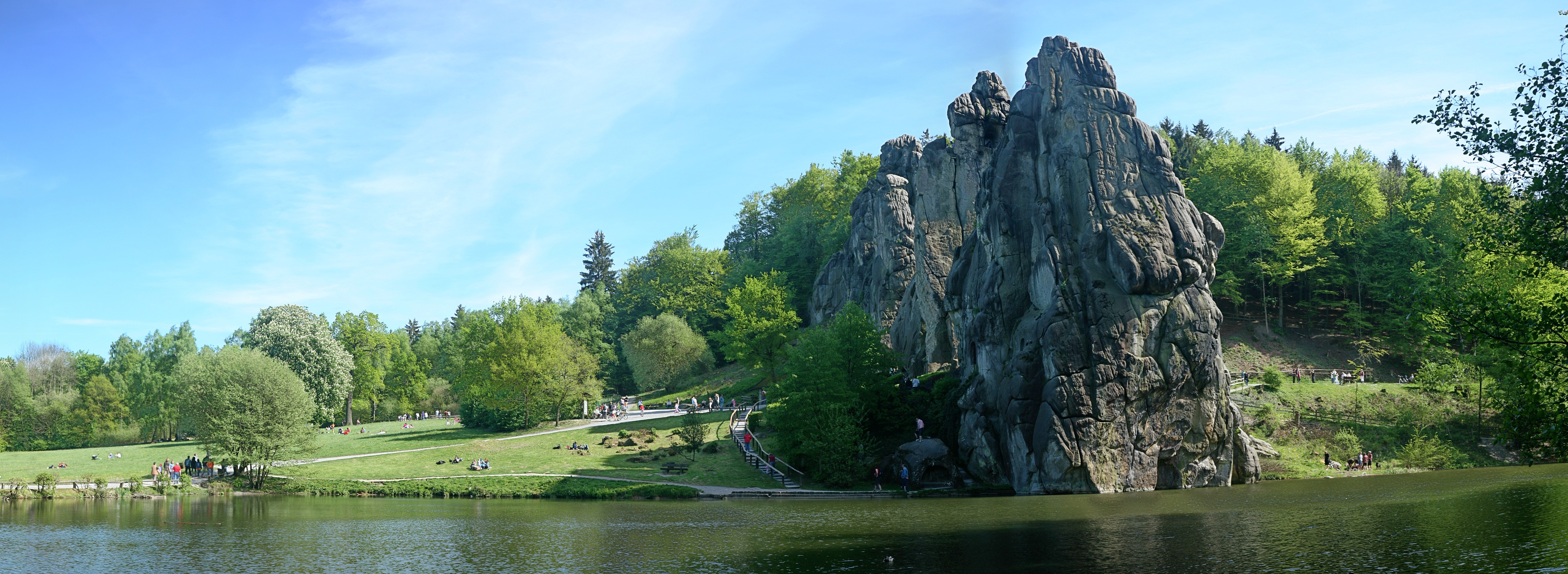
Externsteine mit Besuchern

Im Jahr 1813 wurde der durch die Felsen verlaufende alte Fernweg – der heutige Wanderweg – zur Straße befestigt und ausgebaut. Bei Einführung der Fernstraßennummerierung 1932 wurde die Straße Teil der Fernverkehrsstraße Nr. 1 (Aachen-Königsberg); sie wurde 1934 in Reichsstraße 1 umbenannt und 1936 nach Südosten verlegt (seit 1949 Bundesstraße 1). 1940 wurde die ehemalige Reichsstraße für den öffentlichen Kraftfahrzeug-Verkehr gesperrt und das Gebiet zum Erholungsgebiet erklärt.
Von 1912 bis 1935 verkehrte auf der Fernstraße eine Überlandstraßenbahn der PESAG von Paderborn über Horn nach Detmold, die bei den Felsen eine Haltestelle hatte.
Bis 1941 verkehrten an sommerlichen Sonn- und Feiertagen noch Straßenbahnen im Pendelverkehr auf einer Stichstrecke nach Horn-Externsteine. 1953 wurde der Externstein-Abschnitt der Straßenbahn-Strecke, die zuvor nur noch unregelmäßig und zu touristischen Zwecken befahren wurde, aufgegeben. Bis heute sind an den Felsen Einbuchtungen und Metallreste der Anlagen zu sehen.
Zwischen einer halben und einer Million Menschen besuchen jährlich die Externsteine, oft in Kombination mit dem sieben Kilometer entfernten Hermannsdenkmal.
Einige der Externsteine können bestiegen werden. Zwischen dem 1. April und dem 3. November ist eine Begehung der Höhenkammer möglich. Abseits der Wege ist das Klettern und das Betreten der Felsköpfe jedoch zum Schutz der seltenen Vegetation grundsätzlich und teilweise deutlich beschildert untersagt.
Die Spitzen der direkt am Teich gelegenen Felsen sind über aufwendig in den Fels geschlagene Treppenaufgänge sowie eine Brücke hoch oben im Fels erreichbar. Von dort bietet sich in nördlicher bis östlicher Richtung eine gute Aussicht, die bei geeignetem Wetter bis zum entfernten Köterberg reicht. In andere Himmelsrichtungen ist der Ausblick wegen ausgedehnter und höhergelegener Waldgebiete weitgehend versperrt. Tagsüber muss für den Aufgang zu beiden Felsen ein Eintrittsgeld bezahlt werden; außerhalb der Öffnungszeiten ist einer dieser Felsen jedoch kostenfrei und vollständig zugänglich.
Wanderer erreichen die Externsteine von Norden her kommend über den Hermannsweg und von Süden her kommend über den Eggeweg, der Teil des Europäischen Fernwanderwegs E1 ist. Insgesamt fast 10 km lange Wanderwege erschließen das Gebiet.
Am 24. Januar 2011 eröffnete der Landesverband Lippe für rund 1,1 Millionen Euro das neue Informationszentrum. 2016 hatte die Denkmal-Stiftung Landesverband Lippe bekannt gegeben, das Maßnahmen im Wert von 100.000 Euro umgesetzt würden, um das Areal noch attraktiver für Besucher zu gestalten. Auch würden weitere Maßnahmen diskutiert.

## Maskottchen
Das Maskottchen der Externsteine ist „Steini“.
Ähnlich wie z. B. Jan Cux für das Seebad Cuxhaven, dient Steini der Förderung des Tourismus.
Steini und die Externsteine ist darüber hinaus eine so genannte „Kinder Edition“ der beliebten Naturerlebnispfade Externsteine App. Die Inhalte sind dort nach Selbstdarstellung „kindgerecht aufbereitet und produziert worden“. Kinder sollen mit Hilfe des Maskottchens Steini die Naturerlebnispfade an den Externsteinen erkunden und entdecken.
Steini soll den markanten und höchsten „Felsen 2“ darstellen, der wegen seiner Gestalt herkömmlich als Turmfels bezeichnet wird.

## Kultstätte esoterischer und politischer Gruppen

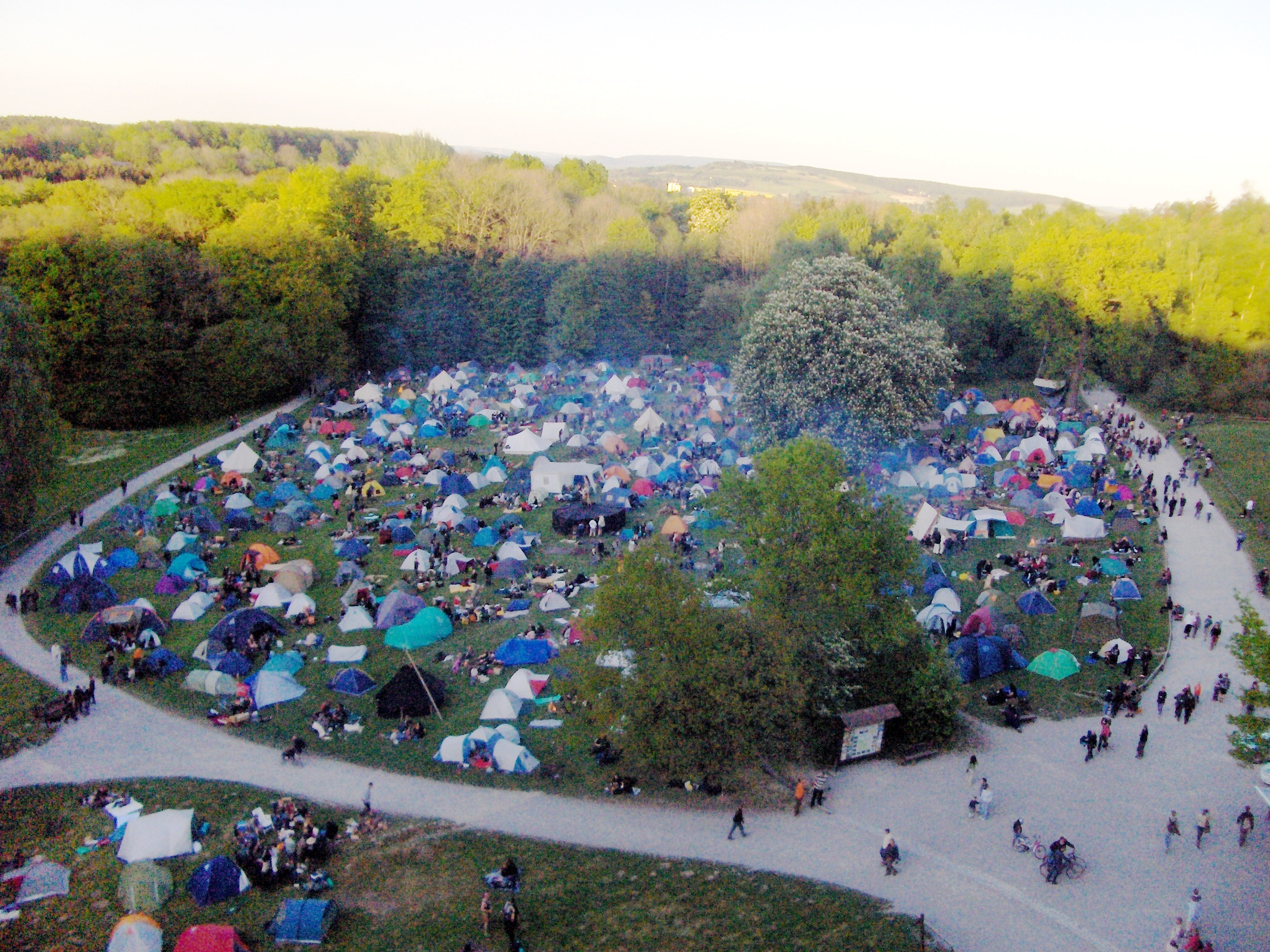
Menschen zelten an den Externsteinen zur Walpurgisnacht 2007, Blick von den Steinen auf die davorliegende Wiese

Von verschiedenen, im weitesten Sinne esoterischen Gruppen werden die Externsteine als „Kraftort“ mit außergewöhnlichen geomantischen und spirituellen Eigenschaften angesehen. In diese Theorien wird häufig auch der Bereich um die Externsteine mit einbezogen, beispielsweise der Bärenstein mit dem dortigen Steinbruch und der sogenannten Feenwiese. Speziell in der neuheidnischen Szene werden die Daten der ersten kultischen Nutzung als zu spät angezweifelt, und lediglich die Übernahme einer älteren Kultstätte durch die Christen wird in Erwägung gezogen. Die Kultstätte ist auch ein beliebter Treffpunkt für Anhänger der Prä-Astronautik, die ihre Tagungen in Holzhausen-Externsteine abhalten und sich hier anschließend treffen.
Bereits 1953 verbrachte die Wahl-Inderin Savitri Devi, eine Verehrerin Hitlers, eine Nacht in einer Höhlung der Externsteine, die sie als altgermanisches Heiligtum ansah. Sie erzählt, sie habe dort Tod und Wiedergeburt erlebt und bei Sonnenaufgang die Namen vedischer Götter sowie den Hitlers von einem Felsen herabgerufen.
Zum Ersten Mai und insbesondere zur Walpurgisnacht und Sommersonnenwende finden an den Externsteinen als Kultstätte festivalartige Feierlichkeiten statt, mit den deutschlandweit größten, organisierten Treffen vieler Gruppen und Einzelpersonen aus dem esoterischen Spektrum. Seit 2010 sind zur Walpurgisnacht und zur Sommersonnenwende Zelte, Alkohol und Lagerfeuer verboten. Das Alkoholverbot wurde zur Walpurgisnacht allerdings nicht durchgesetzt.
Ein Symbol sind die Externsteine auch für Neonazi-Gruppen wie die Freien Kameradschaften. Um 2004 vergruben die Jungen Konservativen unter dem Schlagwort „Trauern um Deutschland“ nahe der Steine Gegenstände wie die Deutsche Flagge, Lindenblätter, gentechnisch reine Getreidesorten und Exemplare der Jungen Freiheit.

## Trivia
Das Wetterbeobachtungsschiff 11 der deutschen Kriegsmarine trug den Namen „Externsteine“.
Die Deutsche Bundespost brachte 1989 in der Serie Sehenswürdigkeiten eine 350-Pfennig-Briefmarke mit den Externsteinen als Motiv heraus.